# Relations entre les États-Unis et l'Inde
Les relations entre les États-Unis et l'Inde, également appelées relations américano-indiennes ou relations indo-américaines, font référence aux relations internationales entre les États-Unis d'Amérique et la république de l'Inde.
Les principaux dirigeants du mouvement pour la liberté de l'Inde ont entretenu des relations amicales avec les États-Unis, qui se sont poursuivies bien après l'indépendance en 1947. En 1954, les États-Unis ont fait du Pakistan une organisation centrale des traités (Central Treaty Organisation - CENTO). L'Inde a cultivé des relations stratégiques et militaires avec l'Union soviétique pour contrer les relations entre le Pakistan et les États-Unis. En 1961, l'Inde est devenue un membre fondateur du mouvement des non-alignés pour éviter d'être impliquée dans le jeu de pouvoir de la guerre froide entre les États-Unis et l'Union soviétique. Le soutien de l'administration Nixon au Pakistan pendant la guerre indo-pakistanaise de 1971 a affecté les relations jusqu'à la dissolution de l'Union soviétique en 1991. Dans les années 1990, la politique étrangère indienne s'est adaptée au monde unipolaire et a développé des liens plus étroits avec les États-Unis.
Au XXIe siècle, la politique étrangère indienne a cherché à tirer parti de l'autonomie stratégique de l'Inde afin de sauvegarder les droits souverains et de promouvoir les intérêts nationaux dans un monde multipolaire. Sous les administrations des présidents George W. Bush et Barack Obama, les États-Unis ont fait preuve d'une certaine souplesse vis-à-vis des intérêts nationaux fondamentaux de l'Inde et ont reconnu les préoccupations en suspens. L'augmentation du commerce et des investissements bilatéraux, la coopération sur les questions de sécurité mondiale, l'inclusion de l'Inde dans le processus décisionnel sur les questions de gouvernance mondiale (Conseil de sécurité des Nations unies), l'amélioration de la représentation dans les forums sur le commerce et les investissements (Banque mondiale, FMI, APEC), l'admission dans les régimes multilatéraux de contrôle des exportations (RCTM, accord de Wassenaar, Groupe Australie) et le soutien à l'admission dans le groupe des fournisseurs nucléaires et à la fabrication conjointe par le biais d'accords de partage des technologies sont devenus des étapes clés et une mesure de la rapidité et de la progression sur la voie du rapprochement des relations entre les États-Unis et l'Inde. En 2016, l'Inde et les États-Unis ont signé le protocole d'accord sur les échanges logistiques et l'Inde a été déclarée partenaire majeur des États-Unis en matière de défense. En 2020, l'Inde a donné son accord pour mettre fin à un embargo sur l'exportation d'un médicament connu sous le nom d'hydroxychloroquine que le président américain Donald Trump avait qualifié de « changeur de jeu », dans le cadre de la lutte contre la pandémie mondiale de coronavirus (COVID-19). Le jugement a été rendu après que Trump ait alerté l'Inde d'une menace de représailles si elle ne respectait pas l'embargo sur les exportations d'hydroxychloroquine.
Selon l'enquête annuelle de Gallup sur les affaires mondiales, l'Inde est perçue par les Américains comme leur sixième nation favorite dans le monde, avec 71% des Américains qui voient l'Inde d'un bon œil en 2015. Selon les sondages Gallup, 74 % des Américains ont une opinion favorable de l'Inde en 2017 et 72 % en 2019.
En 2017, le commerce bilatéral (biens et services) a augmenté de 9,8 % pour atteindre 126 100 000 000 USD. Les exportations de l'Inde vers les États-Unis s'élevaient à 76 700 000 000 USD, tandis que les exportations des États-Unis vers l'Inde s'élevaient à 49 400 000 000 USD.

## Histoire

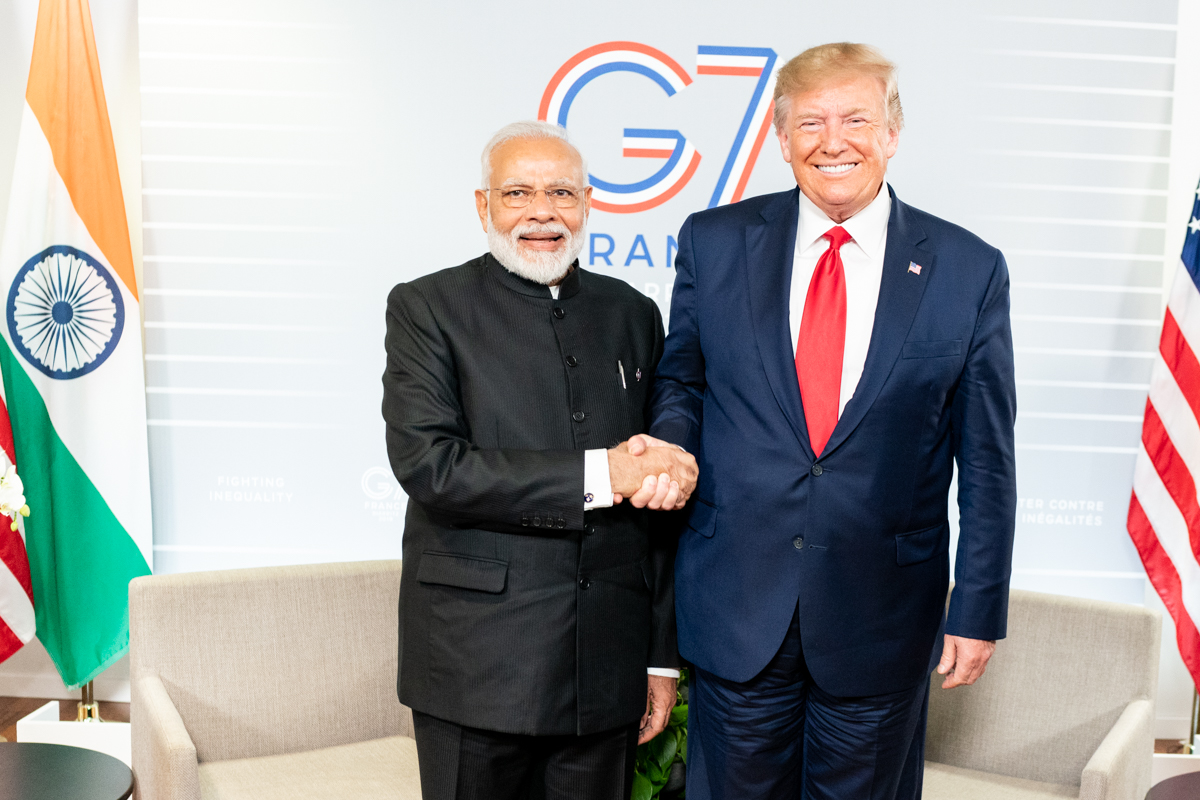
Le Premier ministre indien Narendra Modi avec le Président américain Donald Trump lors de la 45e réunion du G7 à Biarritz en août 2019.

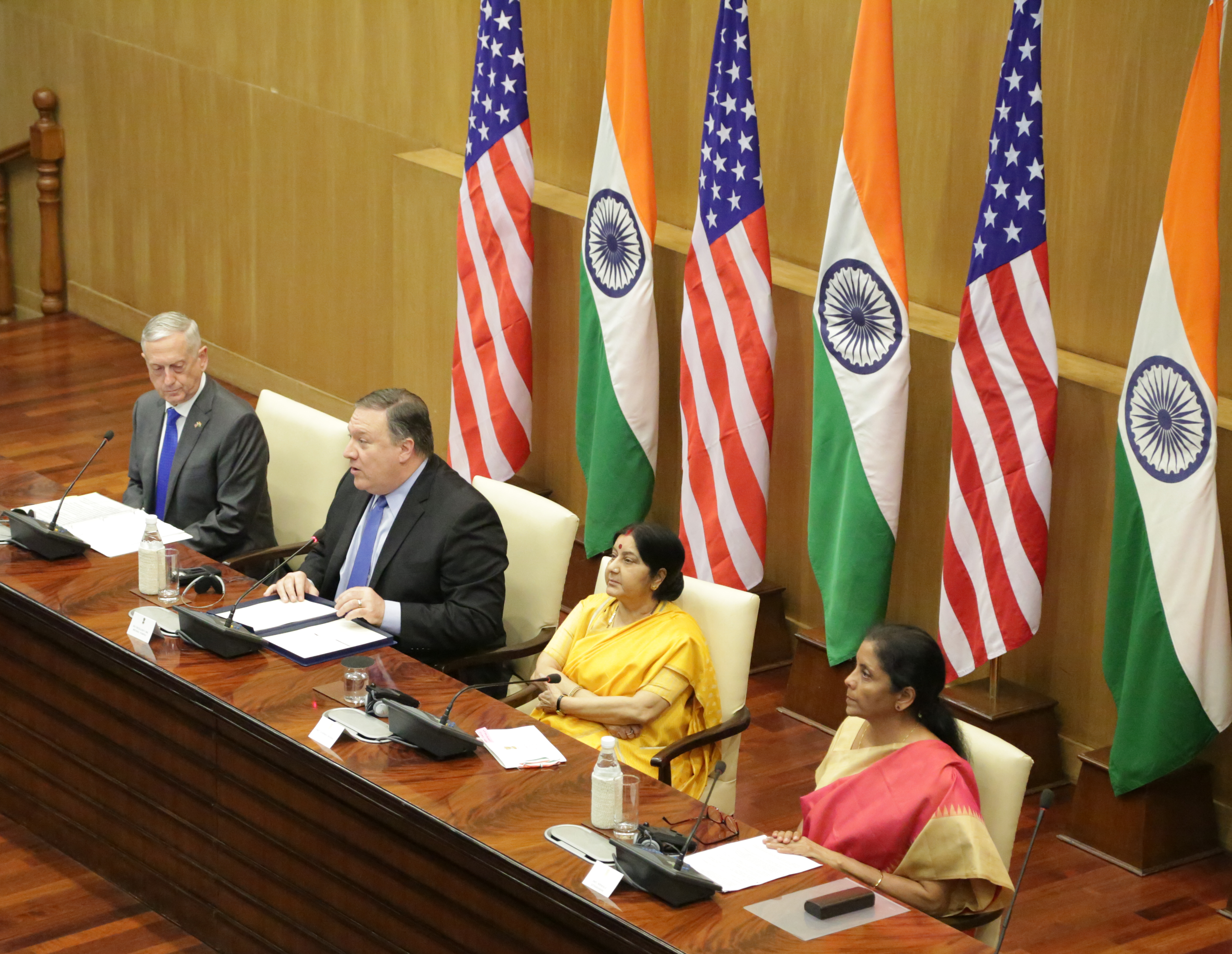
De gauche à droite : Le ministre américain de la défense Jim Mattis, le secrétaire d'État américain Mike Pompeo, la ministre indienne des affaires extérieures Sushma Swaraj et la ministre indienne de la défense Nirmala Sitharaman lors de la toute première conférence 2+2 à New Delhi en 2018

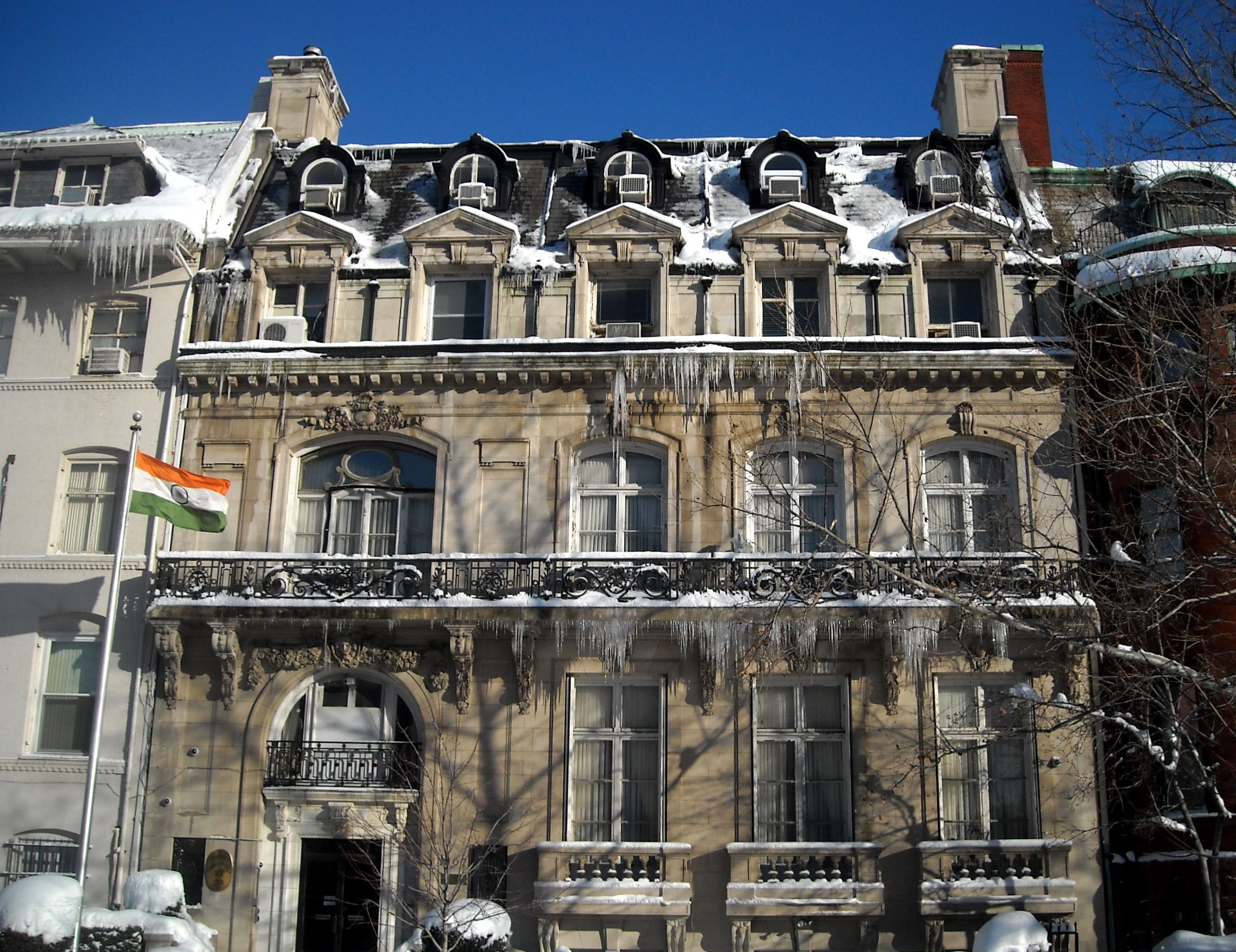
Ambassade de l'Inde à Washington, D.C.

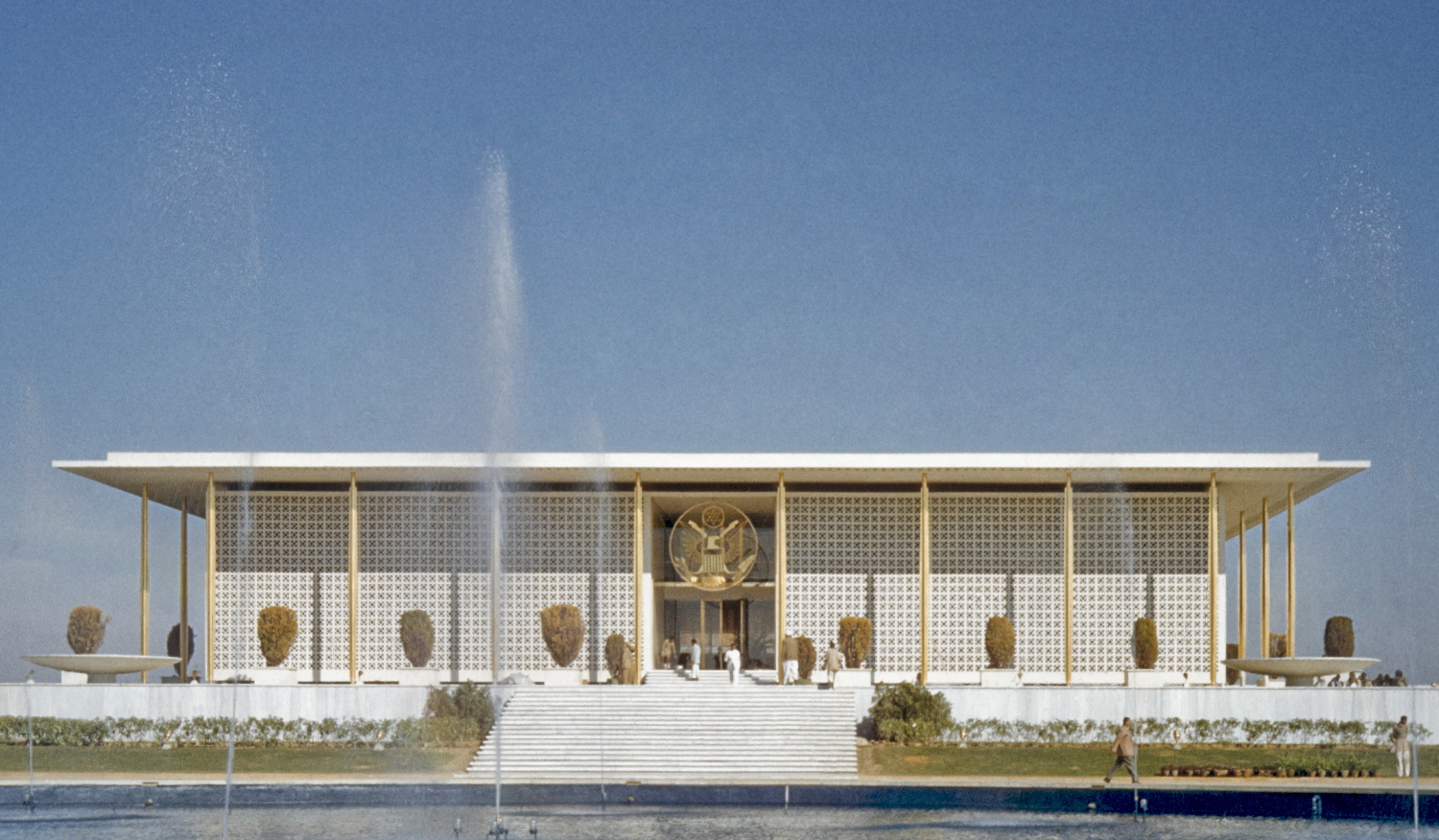
Ambassade des États-Unis à New Delhi

### Révolution américaine et la Compagnie des Indes orientales
La Grande-Bretagne et la France avaient des territoires dans les Amériques ainsi que dans le sous-continent indien. En 1778, lorsque la France a déclaré la guerre à la Grande-Bretagne, des combats ont éclaté entre les colonies britanniques et françaises en Inde. Cela a marqué le début de la deuxième guerre anglo-mysoréennes (en). Haidar Alî, le sultan du royaume de Mysore, s'est allié aux Français. De 1780 à 1783, les forces franco-mysoréennes se battent dans plusieurs campagnes contre les Britanniques dans l'ouest et le sud de l'Inde, dans plusieurs endroits comme Mahé et Mangalore.
Le 29 juin 1782, alors que les deux camps sont affaiblis, les Britanniques envoient le HMS Medea pour se rendre, avec des lettres aux Français déclarant que la guerre révolutionnaire américaine est terminée. Le traité de Paris a été rédigé le 30 novembre 1782, quelques mois avant le siège de Cuddalore, mais la nouvelle n'est parvenue aux Indes que sept mois plus tard, en raison du retard des communications vers l'Inde. Le Traité de Paris a finalement été signé le 3 septembre 1783 et a été ratifié par le Congrès américain quelques mois plus tard. Selon les termes de ce traité, la Grande-Bretagne rendit Pondichéry aux Français et Cuddalore revenait aux Britanniques.
Le drapeau de la Compagnie des Indes orientales aurait inspiré le drapeau de la Grande Union de 1775, inspirant finalement le drapeau actuel des États-Unis, car les deux étaient de même conception. Des fusées de Mysore ont également été utilisées lors de la bataille de Baltimore, et sont mentionnées dans The Star Spangled Banner, l'hymne national des États-Unis : « Et l'éclat rouge des fusées, les bombes qui éclatent en l'air ».

### Raj britannique

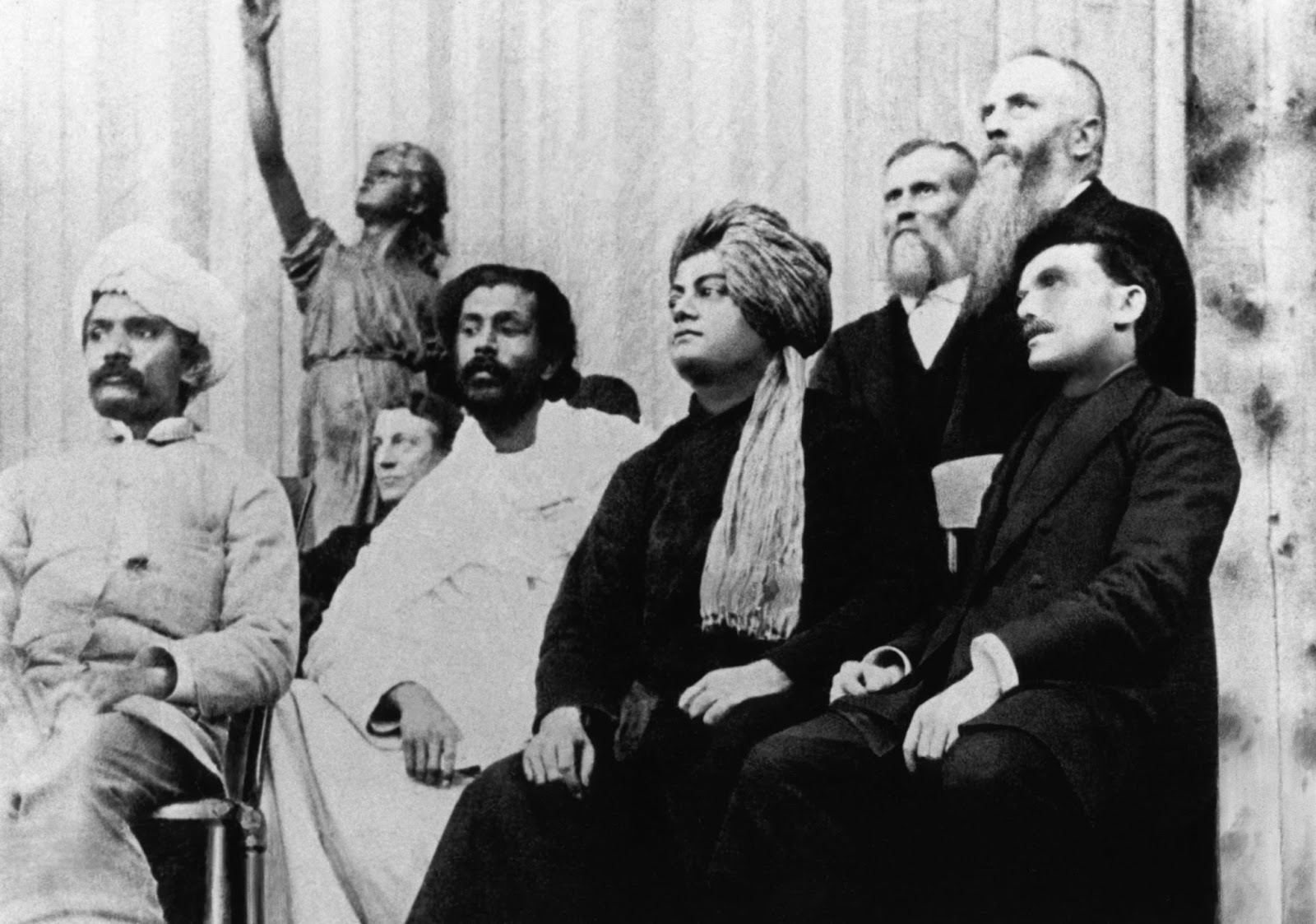
Swami Vivekananda au Parlement des religions avec, Hewivitarne Dharmapala et Nikola Tesla.

Les relations entre l'Inde à l'époque du Raj britannique et les États-Unis étaient minces. Swami Vivekananda a fait la promotion du yoga et du védanta aux États-Unis au Parlement mondial des religions à Chicago, lors de l'Exposition universelle de 1893. Mark Twain a visité l'Inde en 1896 et l'a décrite dans son récit de voyage. Il a suivi l'équateur avec à la fois répulsion et attraction avant de conclure que l'Inde était la seule terre étrangère dont il rêvait ou qu'il désirait revoir. En ce qui concerne l'Inde, les Américains en ont appris davantage de l'écrivain anglais Rudyard Kipling. Le Mahatma Gandhi a eu une influence importante sur la philosophie de la non-violence promue par le leader du mouvement américain des droits civiques Martin Luther King Jr. dans les années 1950.
Dans les années 1930 et au début des années 1940, Franklin Delano Roosevelt a exprimé son soutien au mouvement pour l'indépendance de l'Inde, bien qu'il soit allié à la Grande-Bretagne,. La première immigration importante en provenance de l'Inde avant 1965 concernait des agriculteurs sikhs qui se rendaient en Californie au début du XXe siècle.

### Seconde Guerre mondiale

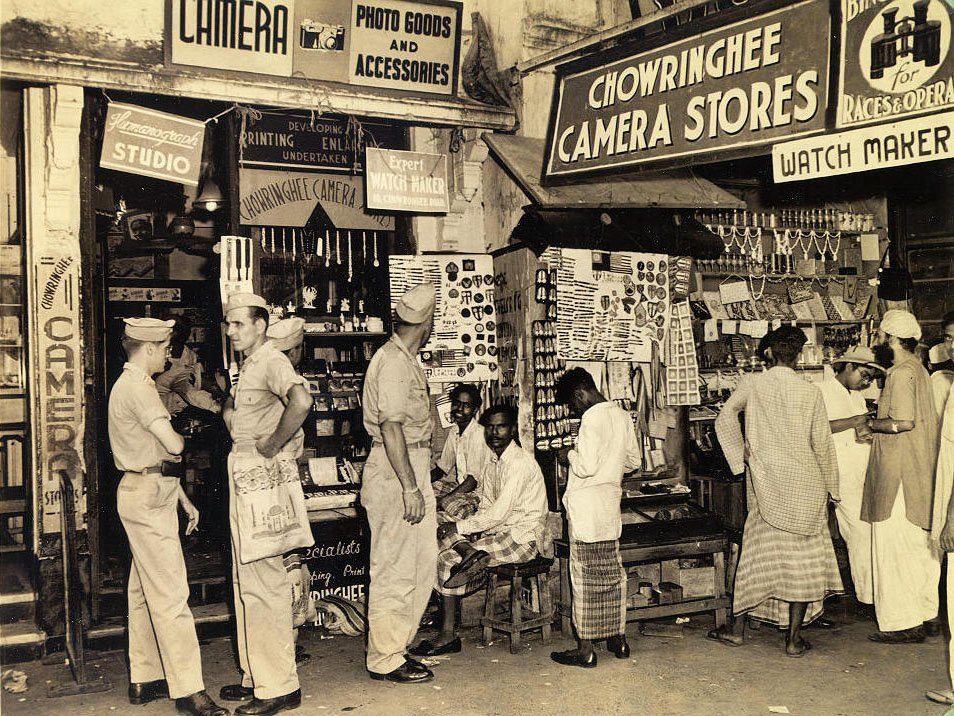
Des GI américains sur un marché de Calcutta en 1945.

Tout a changé pendant la Seconde Guerre mondiale, lorsque l'Inde est devenue la base principale du théâtre américain China Burma India (CBI) dans la guerre contre le Japon. Des dizaines de milliers de militaires américains sont arrivés, apportant toutes sortes de techniques de pointe, et de l'argent ; ils sont partis en 1945. De sérieuses tensions ont éclaté à propos des demandes américaines, menées par le président américain Franklin D. Roosevelt, pour que l'Inde obtienne son indépendance, proposition que Winston Churchill a rejetée avec véhémence. Pendant des années, Roosevelt avait encouragé le désengagement britannique de l'Inde. La position américaine était fondée sur une opposition à l'idée que les Européens aient des colonies et sur une préoccupation pratique pour l'issue de la guerre, ainsi que sur l'attente d'un rôle important des États-Unis dans une ère post-indépendance. Cependant, en 1942, lorsque le Congrès national indien a lancé un mouvement pour l'abandon de l'Inde, les autorités coloniales ont arrêté des dizaines de milliers de militants. Entre-temps, l'Inde est devenue la principale base américaine pour acheminer l'aide par avion vers la Chine. Churchill a menacé de démissionner si Roosevelt continuait à faire avancer son dossier, si bien que Roosevelt a fait marche arrière,.

### Indépendance (1947–1997)

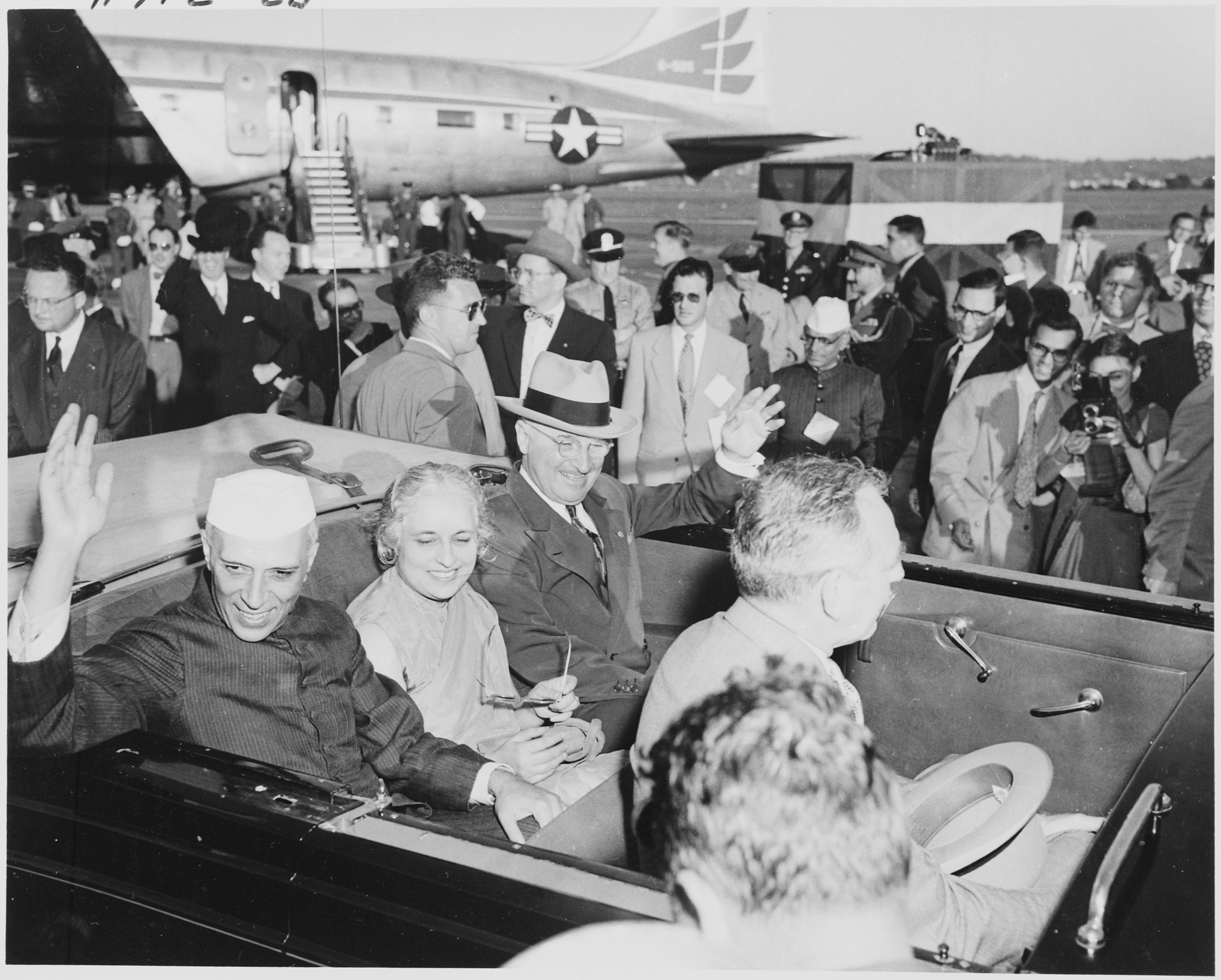
Le président américain Harry S. Truman et le premier ministre indien Jawaharlal Nehru à Washington, en 1949, en compagnie de la sœur de Nehru, Vijaya Lakshmi Pandit, ambassadrice indienne aux États-Unis.

Les États-Unis sous l'administration Truman ont penché en faveur de l'Inde à la fin des années 1940, car la plupart des planificateurs américains considéraient que l'Inde avait plus de valeur diplomatique que le Pakistan voisin. Cependant, pendant la guerre froide, la politique de neutralité de Jawaharlal Nehru était gênante pour de nombreux observateurs américains. Les responsables américains percevaient négativement la politique de non-alignement de l'Inde. L'ambassadeur Henry F. Grady a déclaré au Premier ministre indien de l'époque, Jawaharlal Nehru, que les États-Unis ne considéraient pas la neutralité comme une position acceptable. Grady a déclaré au département d'État en décembre 1947 qu'il avait informé Nehru « qu'il s'agit d'une question qui ne peut pas être ambigüe et que l'Inde devrait se mettre immédiatement du côté de la démocratie ». En 1948, Nehru a rejeté les suggestions américaines pour résoudre la crise du Cachemire par la médiation d'une tierce partie.
La tournée de Nehru aux États-Unis en 1949 a été « un désastre non diplomatique » qui a laissé de mauvais sentiments des deux côtés. Nehru et son assistant V. K. Krishna Menon discutèrent de la question de savoir si l'Inde devait « s'aligner quelque peu sur les États-Unis et renforcer sa puissance économique et militaire ». L'administration Truman s'est montrée très favorable et a indiqué qu'elle donnerait à Nehru tout ce qu'il demandait. Il refusa fièrement, et renonça ainsi à la chance de recevoir un million de tonnes de blé en cadeau. Le secrétaire d'État américain Dean Acheson a reconnu le rôle mondial potentiel de Nehru mais a ajouté qu'il était « l'un des hommes les plus difficiles avec lesquels j'ai eu à traiter ». La visite américaine a eu quelques avantages, car Nehru a acquis une compréhension et un soutien généralisés pour sa nation, et il a lui-même acquis une compréhension beaucoup plus profonde de la perspective américaine.
L'Inde a rejeté le conseil américain de ne pas reconnaître la conquête communiste de la Chine, mais elle a soutenu les États-Unis lorsqu'ils ont soutenu la résolution des Nations unies de 1950 condamnant l'agression de la Corée du Nord dans la guerre de Corée. L'Inde a essayé d'agir en tant qu'intermédiaire pour aider à mettre fin à cette guerre et a servi de canal pour les messages diplomatiques entre les États-Unis et la Chine. Bien qu'aucune troupe indienne n'ait pris part à la guerre, l'Inde a envoyé un corps médical de 346 médecins de l'armée pour aider les Nations unies. Entre-temps, de mauvaises récoltes ont forcé l'Inde à demander l'aide américaine pour sa sécurité alimentaire, qui a été accordée à partir de 1950. Au cours des douze premières années de l'indépendance indienne (1947-59), les États-Unis ont fourni une aide de 1 700 000 000 $, dont 931 000 000 $ en nourriture. L'Union soviétique a fourni environ la moitié de ce montant en termes monétaires, mais a apporté des contributions en nature beaucoup plus importantes, sous la forme d'une aide aux infrastructures, de prêts à taux réduit, de transfert de connaissances techniques, de planification économique et de compétences dans les domaines des aciéries, de la construction de machines, de l'énergie hydroélectrique et d'autres industries lourdes, en particulier l'énergie nucléaire et la recherche spatiale. En 1961, les États-Unis ont promis 1 000 000 000 $ de prêts au développement, en plus de 1 300 000 000 $ de nourriture gratuite.
En 1959, Dwight D. Eisenhower est devenu le premier président américain à se rendre en Inde pour renforcer les liens étonnants entre les deux nations. Il était si favorable que le New York Times remarqua : « Il ne semblait pas important que Nehru ait réellement demandé ou reçu la garantie que les États-Unis aideraient l'Inde à faire face à une nouvelle agression communiste chinoise. Ce qui importait, c'était le renforcement évident de l'amitié américano-indienne à un point tel qu'une telle garantie n'était pas nécessaire ».
L'administration Kennedy a ouvertement soutenu l'Inde pendant la guerre sino-indienne de 1962 et a considéré l'action chinoise comme une « agression communiste chinoise flagrante contre l'Inde »,. L'armée de l'air américaine a fourni des armes, des munitions et des vêtements aux troupes indiennes et la marine américaine a même envoyé le porte-avions USS Kitty Hawk depuis l'océan Pacifique pour protéger l'Inde, pour ensuite le rappeler avant qu'il n'atteigne le golfe du Bengale,. Lors d'une réunion du Conseil national de sécurité en mai 1963, les États-Unis ont discuté des plans d'urgence qui pourraient être mis en œuvre en cas de nouvelle attaque chinoise contre l'Inde. Le secrétaire à la défense Robert McNamara et le général Maxwell Taylor ont conseillé au président d'utiliser des armes nucléaires si les Américains intervenaient dans une telle situation. Kennedy a insisté pour que Washington défende l'Inde comme n'importe quel allié, en disant : « Nous devrions défendre l'Inde, et par conséquent nous allons défendre l'Inde ». L'ambassadeur de Kennedy en Inde était le célèbre économiste libéral John Kenneth Galbraith, qui était considéré comme proche de l'Inde.

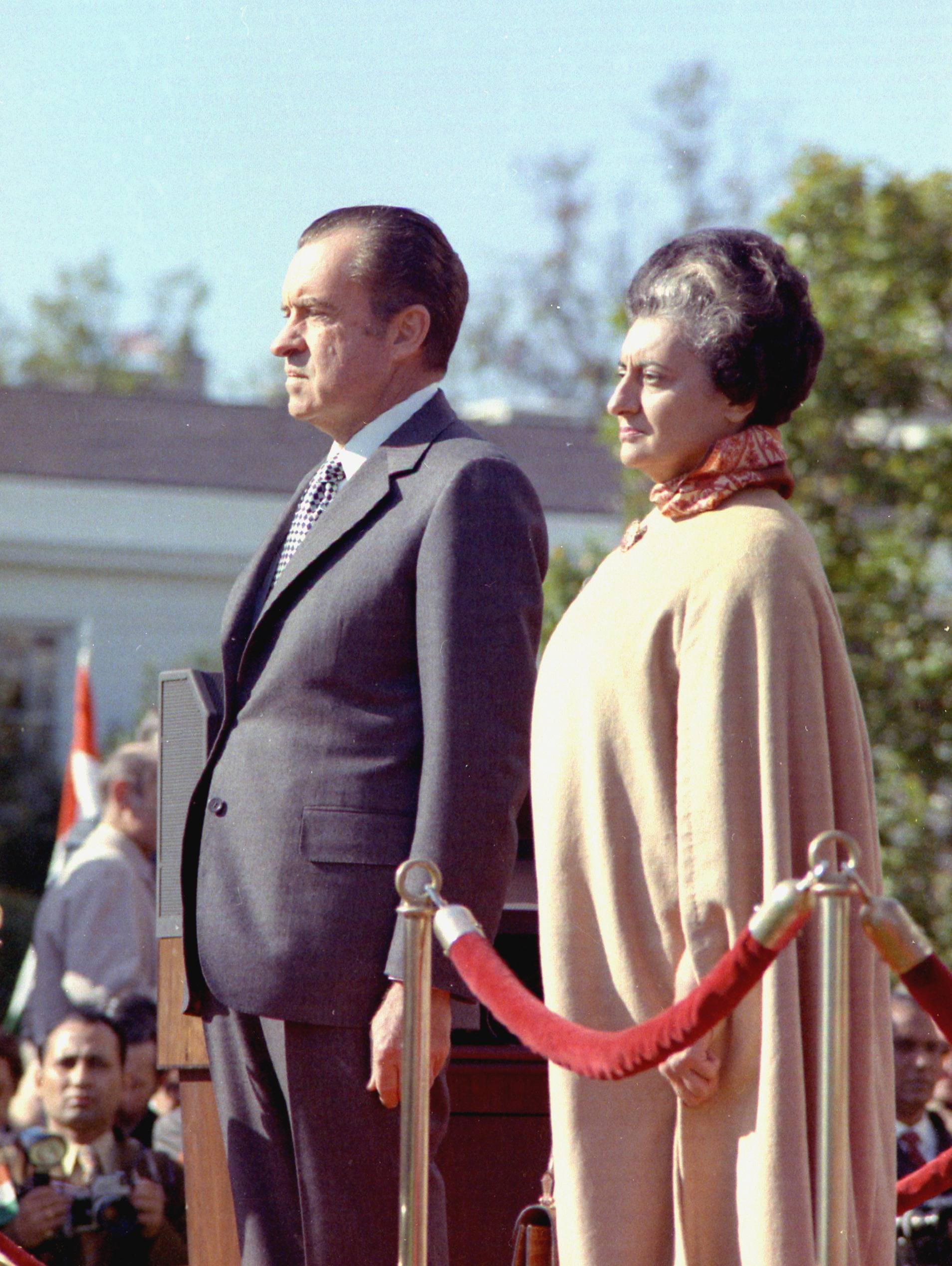
Le président américain Richard Nixon lors de la cérémonie d'arrivée de la première ministre indienne Indira Gandhi, sur la pelouse sud de la Maison-Blanche, en 1971.

Après l'assassinat de Kennedy en 1963, les relations indo-américaines se sont progressivement détériorées. Tandis que le successeur de Kennedy, Lyndon B. Johnson, cherchait à maintenir des relations avec l'Inde pour contrer la Chine communiste, il cherchait également à renforcer les liens avec le Pakistan dans l'espoir d'apaiser les tensions avec la Chine et d'affaiblir le renforcement militaire croissant de l'Inde également. Les relations ont alors atteint un niveau record sous l'administration Nixon au début des années 1970. Richard Nixon s'est éloigné de la position neutre que ses prédécesseurs avaient adoptée à l'égard des hostilités indo-pakistanaises. Il a établi une relation très étroite avec le Pakistan, l'aidant militairement et économiquement, car l'Inde, maintenant sous la direction d'Indira Gandhi, était considérée comme penchant pour l'Union soviétique. Il considérait le Pakistan comme un allié très important pour contrer l'influence soviétique dans le sous-continent indien et établir des liens avec la Chine, avec laquelle le Pakistan était très proche. Les relations personnelles glaciales entre Nixon et Indira contribuèrent encore à la mauvaise relation entre les deux nations. Pendant la guerre indo-pakistanaise de 1971, les États-Unis ont ouvertement soutenu le Pakistan et ont même déployé leur porte-avions USS Enterprise vers le golfe du Bengale, ce qui a été considéré comme une démonstration de force par les États-Unis pour soutenir les forces pakistanaises occidentales assiégées. Plus tard, en 1974, l'Inde a effectué son premier essai nucléaire, Bouddha Souriant, auquel les États-Unis se sont opposés, mais elle a également conclu que l'essai ne violait aucun accord et a procédé en juin 1974 à un envoi d'uranium enrichi pour le réacteur Tarapur,.

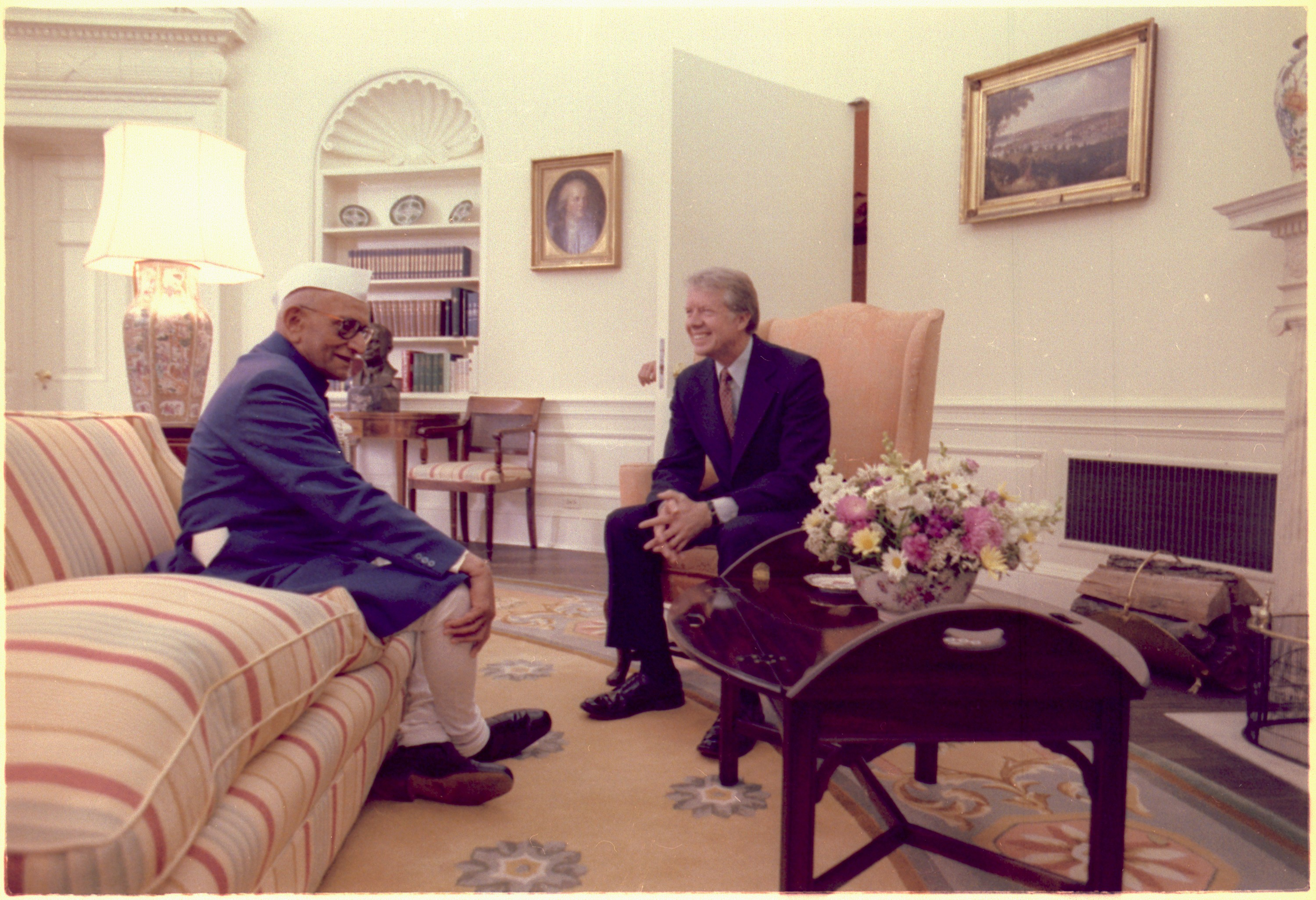
Le premier ministre indien Morarji Desai en compagnie du président américain Jimmy Carter, dans le bureau ovale, en 1978.

À la fin des années 1970, avec le chef du parti Janata, Morarji Desai, devenu Premier ministre, l'Inde a amélioré ses relations avec les États-Unis, alors dirigés par Jimmy Carter, bien que ce dernier ait signé en 1978 un décret interdisant l'exportation de matières nucléaires vers l'Inde en raison du bilan de l'Inde en matière de non-prolifération.
Malgré le retour d'Indira Gandhi au pouvoir en 1980, les relations entre les deux pays ont continué à s'améliorer progressivement, bien que l'Inde n'ait pas soutenu les États-Unis dans leur rôle dans l'invasion et l'occupation de l'Afghanistan par les Soviétiques. L'administration Reagan, dirigée par le président américain Ronald Reagan, n'a fourni qu'une aide limitée à l'Inde. L'Inde a sondé Washington pour l'achat d'une série de technologies de défense américaines, notamment des avions F-5, des superordinateurs, des lunettes de vision nocturne et des radars. En 1984, Washington a approuvé la fourniture de certaines technologies à l'Inde, notamment des turbines à gaz pour les frégates navales et des moteurs pour les prototypes d'avions de combat légers indiens. Il y a également eu des transferts de technologie non publiés, notamment l'engagement d'une société américaine, Continental Electronics, pour concevoir et construire une nouvelle station de communication VLF à Tirunelveli dans le Tamil Nadu, qui a été mise en service à la fin des années 1980. Toutefois, ce n'est qu'à la fin des années 1990 que les deux pays ont consenti un effort important pour améliorer leurs relations mutuelles.

### Gouvernements de l'Alliance démocratique nationale I et II (1998–2004)
Peu après qu'Atal Bihari Vajpayee soit devenu Premier ministre, il a autorisé les essais d'armes nucléaires à Pokhran. Les États-Unis ont fermement condamné ces essais, ont promis des sanctions et ont voté en faveur d'une résolution du Conseil de sécurité des Nations unies condamnant les essais. Le président Bill Clinton a imposé des sanctions économiques à l'Inde, notamment en coupant toute aide militaire et économique, en gelant les prêts des banques américaines aux entreprises publiques indiennes, en interdisant les prêts au gouvernement indien pour tout sauf les achats de nourriture, en interdisant la technologie aérospatiale américaine et les exportations d'uranium vers l'Inde, et en exigeant des États-Unis qu'ils s'opposent à toute demande de prêt de l'Inde aux organismes de prêt internationaux. Cependant, ces sanctions se sont avérées inefficaces — l'Inde connaissait une forte croissance économique, et ses échanges commerciaux avec les États-Unis ne constituaient qu'une petite partie de son PIB. Seul le Japon s'est joint aux États-Unis pour imposer des sanctions directes, tandis que la plupart des autres nations ont continué à commercer avec l'Inde. Les sanctions ont été rapidement levées. Par la suite, l'administration Clinton et le Premier ministre Vajpayee ont échangé des représentants pour aider à reconstruire les relations.

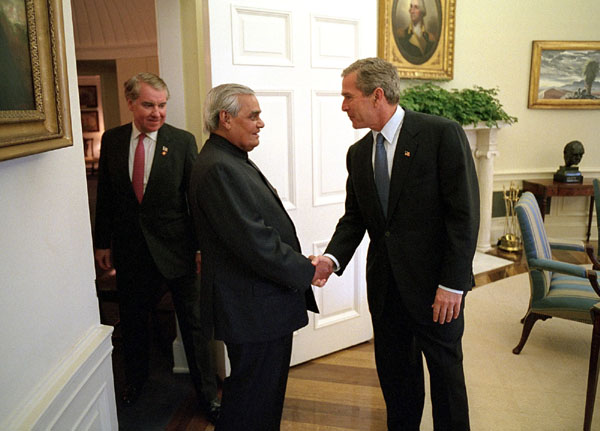
Le premier ministre indien Atal Bihari Vajpayee avec le président américain George W. Bush dans le bureau ovale, en 2001.

Au XXIe siècle, l'Inde est devenue de plus en plus vitale pour les intérêts fondamentaux de la politique étrangère américaine. L'Inde, acteur dominant dans sa région et foyer de plus d'un milliard de citoyens, est maintenant souvent caractérisée comme une grande puissance naissante et un « partenaire indispensable » des États-Unis, que de nombreux analystes considèrent comme un contrepoids potentiel à l'influence croissante de la Chine.
En mars 2000, le président américain Bill Clinton s'est rendu en Inde, où il a entamé des discussions bilatérales et économiques avec le premier ministre Vajpayee. Au cours de cette visite, le Fonds de dotation États-Unis-Inde pour la science et la technologie (en) a été créé.
Au cours de l'amélioration des relations diplomatiques avec l'administration Bush, l'Inde a accepté d'autoriser une surveillance internationale étroite de son développement d'armes nucléaires, bien qu'elle ait refusé de renoncer à son arsenal nucléaire actuel. En 2004, les États-Unis ont décidé d'accorder au Pakistan le statut d'allié majeur non OTAN (Major non-NATO ally - MNNA). Les États-Unis ont étendu la relation de travail stratégique MNNA à l'Inde, mais l'offre a été refusée,.
Après les attaques du 11 septembre 2001 contre les États-Unis, le président George W. Bush a collaboré étroitement avec l'Inde pour contrôler et surveiller les voies maritimes stratégiquement critiques de l'océan Indien, du canal de Suez à Singapour.

### Gouvernements de l'Alliance progressiste unie  I & II (2004–2014)
Pendant le mandat de l'administration George W. Bush, les relations entre l'Inde et les États-Unis ont été considérées comme florissantes, principalement en raison des préoccupations communes concernant la montée de l'extrémisme islamique, la sécurité énergétique et le changement climatique. George W. Bush a déclaré : « L'Inde est un grand exemple de démocratie. Elle est très pieuse, a des chefs religieux divers, mais chacun est à l'aise dans sa religion. Le monde a besoin de l'Inde ». Fareed Zakaria, dans son livre « The Post-American World », décrit George W. Bush comme « le président le plus pro-indien de l'histoire américaine ». Rejaul Karim Laskar (en), spécialiste de la politique étrangère indienne et idéologue du Parti du Congrès indien — la plus grande composante de l'UPA — partage des sentiments similaires. Selon Laskar, la règle de l'UPA a vu une « transformation des liens bilatéraux avec les États-Unis », à la suite de laquelle les relations couvrent maintenant « un large éventail de questions, y compris la haute technologie, l'espace, l'éducation, l'agriculture, le commerce, l'énergie propre, la lutte contre le terrorisme , etc. ».
Après le tsunami de décembre 2004, les marines américaine et indienne ont coopéré aux opérations de recherche et de sauvetage et à la reconstruction des zones touchées.
Depuis 2004, Washington et New Delhi poursuivent un partenariat stratégique qui repose sur des valeurs communes et des intérêts géopolitiques généralement convergents. De nombreuses initiatives économiques, sécuritaires et mondiales — y compris des plans de coopération nucléaire civile — sont en cours. Cette dernière initiative, lancée pour la première fois en 2005, a permis d'inverser trois décennies de politique américaine de non-prolifération,. Toujours en 2005, les États-Unis et l'Inde ont signé un accord-cadre de défense de dix ans, dans le but d'étendre la coopération bilatérale en matière de sécurité. Les deux pays se sont engagés dans de nombreux exercices militaires combinés sans précédent, et d'importantes ventes d'armes américaines à l'Inde ont été conclues. Un accord sur les libertés aériennes a été signé en avril 2005, renforçant le commerce, le tourisme et les affaires grâce à l'augmentation du nombre de vols, et Air India a acheté 68 avions Boeing américains pour un montant de huit milliards de dollars. Les États-Unis et l'Inde ont également signé un accord bilatéral de coopération scientifique et technologique en 2005. Après l'ouragan Katrina, l'Inde a fait un don de cinq millions de dollars à la Croix-Rouge américaine et a envoyé deux avions chargés de fournitures et de matériel de secours pour aider. Puis, le 1er mars 2006, le président Bush a effectué une nouvelle visite diplomatique pour développer davantage les relations entre l'Inde et les États-Unis.

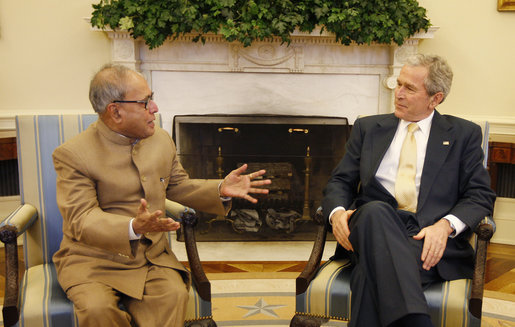
Le ministre indien des affaires extérieures Pranab Mukherjee avec le président américain George W. Bush, en mars 2008

La valeur de l'ensemble du commerce bilatéral a triplé entre 2004 et 2008 et continue de croître, tandis que les investissements bilatéraux importants augmentent et prospèrent également.
L'influence d'une importante communauté indienne-américaine se reflète dans le plus grand groupe parlementaire du Congrès des États-Unis, tandis qu'entre 2009 et 2010, plus de 100 000 étudiants indiens ont fréquenté les universités américaines.
En novembre 2010, le président Barack Obama s'est rendu en Inde et a pris la parole lors d'une session conjointe du Parlement indien, où il a soutenu la candidature de l'Inde à un siège permanent au Conseil de sécurité des Nations unies.

#### Facteurs stratégiques et militaires
En mars 2009, l'administration Obama a autorisé la vente de huit Poséidons P-8 à l'Inde pour 2,1 milliards de dollars. Cet accord, ainsi que l'accord de cinq milliards de dollars pour fournir des avions de transport militaire Boeing C-17 et des moteurs General Electric F414, annoncé lors de la visite d'Obama en novembre 2010, fait des États-Unis l'un des trois principaux fournisseurs militaires de l'Inde (après Israël et la Russie). Les Indiens ont fait part de leurs inquiétudes quant aux clauses contractuelles interdisant le déploiement offensif de ces systèmes. L'Inde tente de résoudre les problèmes liés aux performances des Boeing P-8I qui ont déjà été livrés à l'Inde,.
Le chef d'État-Major des armées des États-Unis, Mike Mullen, a encouragé le renforcement des liens militaires entre l'Inde et les États-Unis et a déclaré que « l'Inde est devenue un partenaire stratégique de plus en plus important [des États-Unis] ». Le sous-secrétaire d'État américain William Joseph Burns a également déclaré : « Il n'y a jamais eu un moment où l'Inde et l'Amérique ont eu plus d'importance l'une pour l'autre ». Le secrétaire adjoint à la défense, Ashton Carter, lors de son discours devant l'Asia Society à New York le 1er août 2012, a déclaré que les relations entre l'Inde et les États-Unis ont une portée mondiale, en termes de portée et d'influence des deux pays. Il a également déclaré que les deux pays renforcent les relations entre leurs organisations de défense et de recherche.

#### Révélations sur les opérations d'espionnage américaines contre l'Inde
En juillet et novembre 2013, l'Inde a exigé des États-Unis qu'ils réagissent aux révélations selon lesquelles la mission indienne des Nations unies à New York et l'ambassade indienne à Washington avaient été la cible d'espionnage.
Le 2 juillet 2014, des diplomates américains ont été convoqués par le ministère indien des affaires extérieures pour discuter des allégations selon lesquelles l'Agence de sécurité nationale aurait espionné des personnes privées et des entités politiques en Inde,. Un document de 2010 divulgué par Edward Snowden et publié par le Washington Post a révélé que les services de renseignement américains avaient été autorisés à espionner le Premier ministre indien Narendra Modi (qui était alors le ministre en chef du Gujarat),.
Les révélations de WikiLeaks selon lesquelles les agences de renseignement occidentales ont utilisé des travailleurs humanitaires étrangers et le personnel d'ONG comme couverture non officielle ont incité le gouvernement indien à intensifier la surveillance des téléphones satellites et des mouvements du personnel travaillant pour les organisations de secours humanitaire et les agences d'aide au développement à proximité des lieux sensibles,.

#### Politique étrangère
Selon certains analystes, les relations entre l'Inde et les États-Unis ont été tendues en raison de l'approche de l'administration Obama vis-à-vis du Pakistan et de la gestion de l'insurrection des talibans en Afghanistan. Le conseiller indien pour la sécurité nationale, M.K. Narayanan (en), a critiqué l'administration Obama pour avoir lié le conflit du Cachemire à l'instabilité au Pakistan et en Afghanistan, et a déclaré qu'en agissant ainsi, le président Obama « faisait fausse route ». En février 2009, la politique étrangère a également critiqué l'approche d'Obama à l'égard de l'Asie du Sud, déclarant que « l'Inde peut être une partie de la solution plutôt qu'une partie du problème » en Asie du Sud. Il a également suggéré que l'Inde joue un rôle plus proactif dans la reconstruction de l'Afghanistan, quelle que soit l'attitude de l'administration Obama. Signe évident du fossé grandissant entre les deux pays, l'Inde a décidé de ne pas accepter l'invitation des États-Unis à participer à une conférence sur l'Afghanistan à la fin du mois de février 2009. Bloomberg a également rapporté que, depuis les attentats de Bombay en 2008, l'humeur du public indien a été de faire pression plus agressivement sur le Pakistan pour qu'il prenne des mesures contre les coupables de l'attaque terroriste, et que cela pourrait se refléter sur les prochaines élections générales indiennes de mai 2009. En conséquence, l'administration Obama pourrait se trouver en désaccord avec la position rigide de l'Inde contre le terrorisme.
Robert Blake (en), secrétaire d'État adjoint aux affaires d'Asie centrale et du Sud, a rejeté toute inquiétude concernant un désaccord avec l'Inde au sujet de la politique américaine d'AfPak (en). Qualifiant l'Inde et les États-Unis d'« alliés naturels », M. Blake a déclaré que les États-Unis ne peuvent pas se permettre de répondre aux priorités stratégiques au Pakistan et en Afghanistan « aux dépens de l'Inde ».
L'Inde a critiqué la décision de l'administration Obama de limiter les visas H-1B (en) (temporaires), et le ministre indien des affaires étrangères de l'époque, Pranab Mukherjee (plus tard, président de l'Inde jusqu'en 2017), a déclaré que son pays s'opposerait au protectionnisme américain dans divers forums internationaux. Le ministre indien du commerce, Kamal Nath, a déclaré que l'Inde pourrait s'opposer aux politiques d'externalisation d'Obama à l'Organisation mondiale du commerce. Toutefois, le responsable du conseil en externalisation de KPMG a déclaré que l'Inde n'avait aucune raison de s'inquiéter, puisque les déclarations d'Obama étaient dirigées contre « l'externalisation effectuée par les entreprises manufacturières » et non contre l'externalisation des services liés aux technologies de l'information,.
En mai 2009, Obama a réitéré son point de vue anti-externalisation et a critiqué la politique fiscale américaine actuelle « qui dit que vous devriez payer moins d'impôts si vous créez un emploi à Bangalore, en Inde, que si vous en créez un à Buffalo, dans l'État de New York ». Toutefois, lors de la réunion de l'US India Business Council en juin 2009, la secrétaire d'État américaine Hillary Clinton a plaidé pour un renforcement des liens économiques entre l'Inde et les États-Unis. Elle a également réprimandé les politiques protectionnistes, déclarant que « [les États-Unis] n'utiliseront pas la crise financière mondiale comme excuse pour se rabattre sur le protectionnisme. Nous espérons que l'Inde travaillera avec nous pour créer un ensemble plus ouvert et plus équitable de possibilités de commerce entre nos nations ».

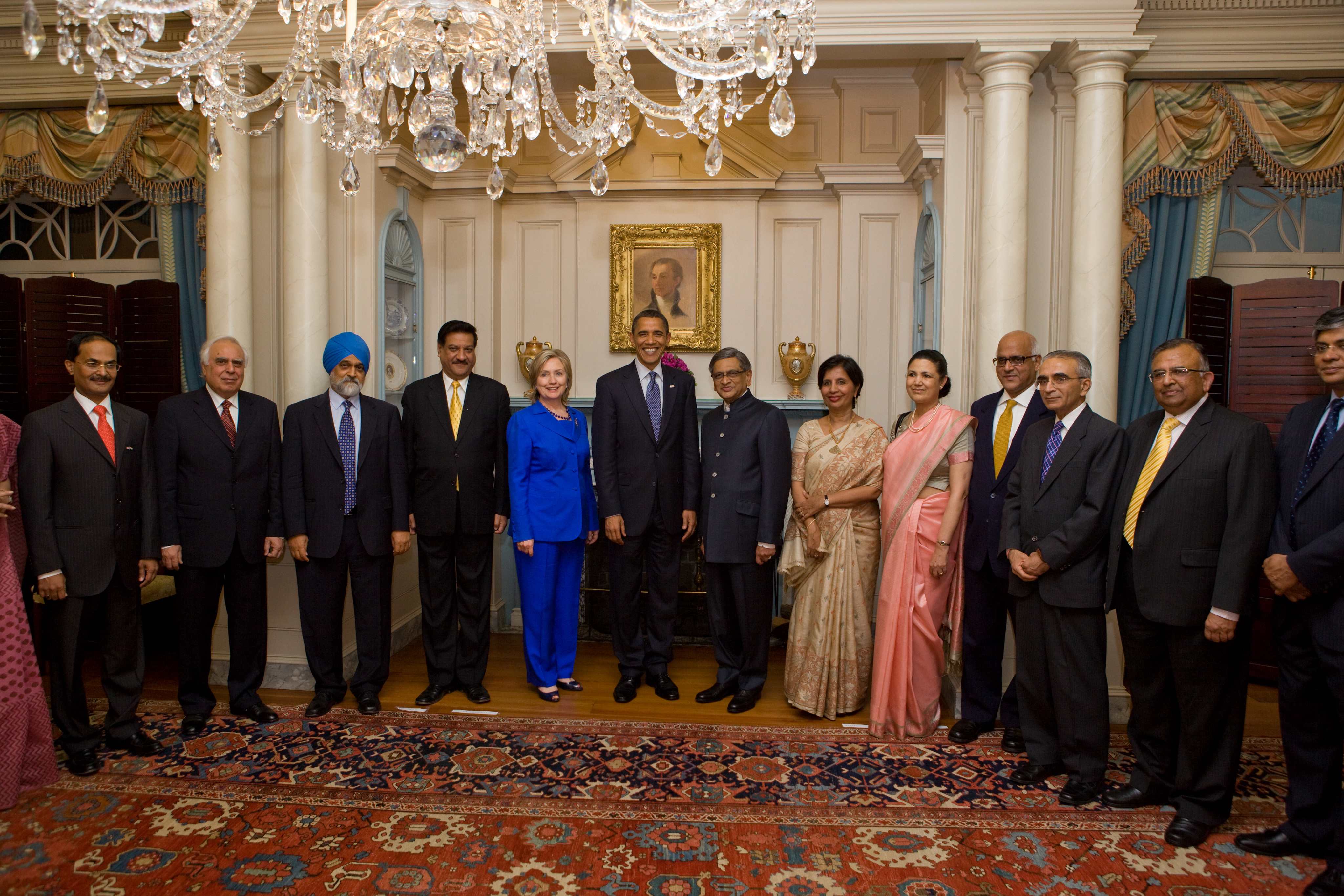
Le président Barack Obama, la secrétaire d'État Hillary Clinton et la délégation indienne lors de la réception organisée dans le cadre du dialogue stratégique entre les États-Unis et l'Inde au département d'État à Washington, D.C., en 2010.

En juin 2010, les États-Unis et l'Inde ont formellement réengagé le dialogue stratégique entre eux, initié sous le président Bush lorsqu'une importante délégation de hauts fonctionnaires indiens, dirigée par le ministre des affaires étrangères S. M. Krishna, s'est rendue à Washington. En tant que chef de la délégation américaine, la secrétaire d'État Clinton a salué l'Inde comme « un partenaire indispensable et un ami de confiance ». Le président Obama s'est brièvement présenté à une réception du département d'État américain pour déclarer sa ferme conviction que la relation de l'Amérique avec l'Inde « sera l'un des partenariats déterminants du XXIe siècle ». Le dialogue stratégique a donné lieu à une déclaration commune dans laquelle les deux pays se sont engagés à « approfondir les liens entre les peuples, entre les entreprises et entre les gouvernements ... pour le bénéfice mutuel des deux pays et pour la promotion de la paix, de la stabilité, de la croissance économique et de la prospérité dans le monde ». Il a présenté des initiatives bilatérales de grande envergure dans chacun des dix domaines clés : la promotion de la sécurité mondiale et la lutte contre le terrorisme ; le désarmement et la non-prolifération ; les relations commerciales et économiques ; la haute technologie ; la sécurité énergétique, l'énergie propre et le changement climatique ; l'agriculture ; l'éducation ; la santé ; la science et la technologie et le développement.
En novembre 2010, Obama est devenu le deuxième président américain (après Richard Nixon en 1969) à effectuer une visite en Inde au cours de son premier mandat. Le 8 novembre, Obama est également devenu le deuxième président américain (après Dwight D. Eisenhower en 1959) à prendre la parole lors d'une session conjointe du Parlement indien. Dans le cadre d'un changement politique majeur, Obama a déclaré le soutien des États-Unis à l'adhésion permanente de l'Inde au Conseil de sécurité des Nations unies,. Qualifiant la relation entre l'Inde et les États-Unis de « partenariat déterminant du XXIe siècle », il a également annoncé la suppression des restrictions de contrôle des exportations imposées à plusieurs entreprises indiennes, et a conclu des accords commerciaux d'une valeur de dix milliards de dollars, qui devraient créer et/ou soutenir 50 000 emplois aux États-Unis.

#### Incident Devyani Khobragade
En décembre 2013, Devyani Khobragade, le Consul général adjoint de l'Inde à New York, a été arrêté et accusé par les procureurs fédéraux américains d'avoir présenté de faux documents de visa de travail pour sa femme de ménage et d'avoir payé celle-ci « bien moins que le salaire minimum légal ». L'incident qui s'est ensuivi a provoqué des protestations du gouvernement indien et une rupture dans les relations entre l'Inde et les États-Unis ; les Indiens ont exprimé leur indignation quant au fait que Khobragade était fouillée à nu (une pratique courante pour toutes les personnes arrêtées par le Service des Marshals des États-Unis) et détenue dans la population carcérale générale. Par exemple, l'ancien Premier ministre Manmohan Singh a déclaré que le traitement de Khobragade était « déplorable ».
L'Inde a exigé des excuses des États-Unis pour sa prétendue humiliation et a demandé l'abandon des charges, ce que les États-Unis ont refusé de faire. Le gouvernement indien a riposté pour ce qu'il a considéré comme un mauvais traitement de son agent consulaire en révoquant les cartes d'identité et autres privilèges du personnel consulaire américain et de leurs familles en Inde et en supprimant les barrières de sécurité devant l'ambassade des États-Unis à New Delhi.
Le gouvernement indien a également empêché les non-diplomates d'utiliser le club de l'American Community Support Association (ACSA) et l'American Embassy Club à New Delhi, en ordonnant à ces clubs sociaux de cesser toute activité commerciale au profit du personnel non diplomatique pour le 16 janvier 2014. Le club ACSA gère un bar, un bowling, une piscine, un restaurant, un club de location de vidéos, une salle de gym intérieure et un salon de beauté dans les locaux de l'ambassade,,. Les autorisations d'importation en franchise de taxe accordées aux diplomates et aux agents consulaires américains pour l'importation de nourriture, d'alcool et d'autres articles domestiques ont été révoquées avec effet immédiat. Les véhicules et le personnel de l'ambassade américaine ne sont plus à l'abri de sanctions pour les infractions au code de la route. Il a été demandé aux diplomates américains de montrer les contrats de travail de toutes les aides domestiques (cuisiniers, jardiniers, chauffeurs et personnel de sécurité) employées dans leur foyer. Les autorités indiennes ont également mené une enquête sur l'école de l'ambassade américaine,,.
Khobragade était passible de poursuites au moment de son arrestation, car elle ne bénéficiait que de l'immunité consulaire (qui ne donne une immunité de poursuites que pour les actes commis dans le cadre de ses fonctions officielles) et non de l'immunité diplomatique plus étendue,. Après son arrestation, le gouvernement indien a transféré Khobragade à la mission indienne auprès des Nations unies, améliorant son statut et lui conférant l'immunité diplomatique. En conséquence, l'accusation fédérale contre Khobragade a été rejetée en mars 2014, bien que la porte ait été laissée ouverte à un nouveau dépôt d'accusations. Un nouvel acte d'accusation a été déposé contre Khobragade, mais à ce moment-là, elle avait quitté le pays. (Dans un effort pour résoudre le conflit, le département d'État des États-Unis avait dit à Khobragade de quitter le pays).
Nancy J. Powell, l'ambassadrice américaine en Inde, a démissionné à la suite de cet incident, qui a été largement perçu par l'Inde « comme une retombée de l'imbroglio ». Certains commentateurs ont suggéré que l'incident et la réaction pourraient entraîner des dommages plus importants dans les relations entre les États-Unis et l'Inde,. L'ancien ministre des finances Yashwant Sinha (en) a demandé l'arrestation des compagnons de même sexe des diplomates américains, en citant la Cour suprême de l'Inde qui a confirmé l'article 377 du code pénal indien selon lequel l'homosexualité est illégale en Inde,. John Bellinger (en), ancien conseiller juridique du département d'État, s'est demandé si la décision d'arrêter et de détenir Khobragade était « une politique judicieuse ... même si elle est techniquement admissible » en vertu de la Convention de Vienne sur les relations consulaires, tandis que Robert Blackwill (en), ancien ambassadeur des États-Unis en Inde de 2001 à 2003, a déclaré que l'incident était « stupide »,. Néanmoins, moins d'un an après l'incident, les relations américano-indiennes se sont à nouveau réchauffées, puisque le président américain Obama s'est rendu en Inde en janvier 2015.
S'exprimant à la faculté de droit de Harvard en 2014, le procureur américain à Manhattan Preet Bharara (en), dans l'affaire Khobragade, a déclaré « (Ce n'était) pas le crime du siècle mais un crime grave néanmoins, c'est pourquoi le département d'Etat a ouvert l'affaire, c'est pourquoi le département d'Etat a enquêté. C'est pourquoi les agents de carrière du département d'État ont demandé aux procureurs de carrière de mon bureau d'approuver les accusations criminelles »,,. Bharara, qui est né en Inde, a déclaré qu'il était bouleversé par les attaques dont il a fait l'objet dans la presse indienne.
Khobragade était à l'origine une figure très sympathique en Inde, car les Indiens considéraient son arrestation comme un affront à la dignité nationale. Les opinions en Inde ont cependant changé après que Khobragade ait fait l'objet de deux enquêtes du gouvernement indien,. Une enquête interne a révélé que Khobragade avait enfreint les règlements « en omettant d'informer le gouvernement que ses enfants avaient reçu des passeports américains » et a entraîné des mesures disciplinaires administratives contre Khobragade ; une deuxième enquête a été menée sur la série d'entretiens de Khobragade sur cette affaire, entrepris sans autorisation du ministère des affaires extérieures.

#### Relations entre le gouvernement américain et le ministre en chef du Gujarat Narendra Modi (2001–2014)
Narendra Modi, le ministre en chef du Gujarat entre 2001 et 2014, est devenu Premier ministre de l'Inde le 26 mai 2014 après que le parti Bharatiya Janata ait remporté de manière décisive les élections générales indiennes de 2014.
La violence sectaire lors des émeutes de 2002 au Gujarat a endommagé les relations entre le gouvernement américain et Narendra Modi, alors ministre en chef du Gujarat. Les militants des droits de l'homme ont accusé Modi d'encourager la violence anti-musulmane. L'ONG Human Rights Watch, basée à New York, dans son rapport de 2002, a directement impliqué des fonctionnaires de l'État du Gujarat dans les violences contre les musulmans.
En 2012, une équipe spéciale d'enquête nommée par la Cour suprême indienne n'a trouvé aucune preuve à charge contre Modi,. La Cour suprême de l'Inde l'a absous de tout acte criminel pendant les émeutes du Gujarat en 2002.
Avant qu'il ne devienne Premier ministre de l'Inde, le gouvernement américain avait fait savoir que Modi, en tant que ministre en chef du Gujarat, ne serait pas autorisé à se rendre aux États-Unis. Michael Kugelman, du Wilson Center, a estimé que, bien que techniquement parlant, il n'y ait pas eu d'« interdiction de visa » de 2005 à 2014, la politique du gouvernement américain consistant à considérer Modi comme persona non grata avait entraîné une interdiction de voyage de facto. Après que les États-Unis aient révoqué son visa B1/B2 (en) en 2005 et refusé sa demande de visa A2 (en), le département d'État américain a affirmé que la politique de visa restait inchangée : « (M. Modi) est le bienvenu pour demander un visa et attendre un examen comme tout autre demandeur »,.
Étudiant les possibilités de sortir la relation d'un état de morosité, Lisa Curtis, chercheur principal pour l'Asie du Sud au Centre d'études asiatiques de la Heritage Foundation, déclare que « les États-Unis doivent d'abord signaler leur volonté et leur engagement à collaborer avec le nouveau gouvernement et qu'ils ne s'attarderont pas sur la controverse des émeutes du Gujarat en 2002, qui ont conduit les États-Unis à révoquer le visa de M. Modi en 2005 ».
Le 11 juin 2014, Robert Blackwill, ancien coordinateur de la planification stratégique et conseiller adjoint à la NSA sous la présidence de George W. Bush, a longuement parlé des relations entre l'Inde et les États-Unis et a déclaré : « M. Modi est un dirigeant déterminé. Il est franc et sincère. J'ai également travaillé avec lui lors du tremblement de terre du Gujarat lorsque j'étais en poste en tant qu'ambassadeur (des États-Unis) en Inde. ... L'actuelle administration Obama a commis l'erreur de retarder l'engagement avec M. Modi. Je ne sais pas pourquoi ils l'ont fait, mais cela n'a certainement pas aidé à établir des relations. ... La vieille formule et les stéréotypes ne fonctionneront pas si l'administration américaine veut s'engager avec M. Modi. Le premier ministre indien est franc, direct et intelligent. Il dit ce qu'il pense. L'administration américaine doit également s'engager dans une conversation franche lorsque M. Modi rencontrera le président Obama dans le courant de l'année. Ils doivent faire quelque chose d'innovant pour s'engager avec lui ».

#### 2005: refus d'une demande de visa et révocation du visa
En 2005, le département d'État américain a utilisé une disposition de la loi sur la liberté religieuse internationale de 1998 (en) (International Religious Freedom Act - IRFA) pour révoquer le visa de tourisme/affaires de Modi en invoquant la section 212 (a) (2) (g) de la loi américaine sur l'immigration et la nationalité. La disposition de l'IRFA « rend inéligible pour un visa aux États-Unis tout fonctionnaire d'un gouvernement étranger qui a été responsable ou a directement perpétré, à tout moment, des violations particulièrement graves de la liberté religieuse »,.
David C. Mulford, ambassadeur des États-Unis en Inde de 2003 à 2009, a justifié le rejet d'un visa diplomatique pour Modi dans une déclaration publiée le 21 mars 2005, indiquant que le département d'État américain a réaffirmé la décision initiale d'annuler le visa de tourisme/affaires de Modi, pour lequel la plus haute instance judiciaire indienne s'est abstenue de toute accusation contre Modi par la suite sur cette question particulière :

« Cette décision s'applique uniquement à M. Narendra Modi. Elle se fonde sur le fait qu'en tant que chef du gouvernement de l'État du Gujarat entre février 2002 et mai 2002, il était responsable de la performance des institutions de l'État à cette époque. Le point de vue détaillé du département d'État sur cette question figure dans ses rapports annuels sur les pratiques en matière de droits de l'homme et dans le rapport international sur la liberté religieuse. Les deux rapports documentent la violence au Gujarat de février 2002 à mai 2002 et citent le rapport de la Commission nationale indienne des droits de l'homme, qui déclare qu'il y a eu "un échec complet de la part du gouvernement de l'État à contrôler la violation persistante des droits de la vie, de la liberté, de l'égalité et de la dignité des habitants de l'État. »

Modi reste la seule personne à avoir été interdite de voyage aux États-Unis d'Amérique en vertu de la disposition de la loi américaine sur l'immigration et la nationalité relative à la liberté religieuse internationale (IRFA) en raison d'intérêts politiques.
Robert Blackwill, ancien ambassadeur des États-Unis en Inde, est d'accord : « Je pense que c'était une grave erreur de la part de la dernière administration (Bush) de faire cela (refuser un visa à Modi) et de l'administration actuelle (Obama) de le maintenir en place ... jusqu'aux élections indiennes de 2014 ». Blackwill a souligné que la décision de refuser un visa à Modi était « absolument unique », impliquant des intérêts politiques privés, en disant que les personnes qui ont pris cette décision « pensaient, c'est assez sûr, parce qu'il ne sera jamais Premier ministre ». Modi a été déclaré non coupable de ces accusations par la justice indienne.
Nicholas Burns, ancien sous-secrétaire d'État américain aux affaires politiques de 2005 à 2008, s'est exprimé sur le refus de visa en disant « Les responsables de l'administration Bush, dont je fais partie, ont estimé que c'était la bonne décision à l'époque », et a déclaré : « Maintenant qu'il semble que Modi va devenir Premier ministre, il est raisonnable que l'administration Obama dise que cela fait 12 ans [depuis les émeutes de 2002] et que nous serons heureux de traiter avec lui ».

#### Liste noire des visas de l'USCIRF 2009
En 2009, la Commission américaine pour la liberté religieuse internationale (US Commission for International Religious Freedom - USCIRF), après avoir ignoré les avis et la décision de l'organe indépendant mis en place par le plus haut pouvoir judiciaire indien, a affirmé avec véhémence qu'il existait des preuves significatives reliant Narendra Modi aux émeutes communales de l'État en 2002 et a demandé à l'administration Obama de poursuivre la politique visant à l'empêcher de se rendre aux États-Unis d'Amérique.
L'administration Obama a maintenu la décision prise en 2005 par l'administration George W. Bush de refuser à Narendra Modi l'entrée aux États-Unis d'Amérique. Le gouvernement américain affirme que Modi peut contourner le régime de sanctions de l'USCIRF en se rendant à Washington sur un visa A1 des chefs de gouvernement tant qu'il est Premier ministre de l'Inde. Selon le porte-parole du département d'État américain, Jen Psaki : « La loi américaine exempte les fonctionnaires des gouvernements étrangers, y compris les chefs d'État et de gouvernement, de certains motifs potentiels d'inadmissibilité ». Le refus de visa est intervenu après que certains groupes amérindiens et organisations de défense des droits de l'homme à vocation politique ont fait campagne contre Modi, notamment la coalition contre le génocide (en).

### Gouvernement de l'Alliance démocratique nationale (2014–présent)
À l'heure actuelle, l'Inde et les États-Unis partagent une relation culturelle, stratégique, militaire et économique étendue et en pleine expansion, qui est en phase de mise en œuvre de mesures de confiance (CBM) pour surmonter l'héritage du déficit de confiance — provoqué par les politiques étrangères contradictoires des États-Unis et les multiples cas de déni de technologie — qui ont entaché la relation pendant plusieurs décennies. Les attentes irréalistes après la conclusion de l'accord nucléaire civil entre les États-Unis et l'Inde en 2008 (qui a sous-estimé l'opinion publique négative concernant la viabilité à long terme de la production d'énergie nucléaire et l'approbation par la société civile des garanties contractuelles sur les garanties et la responsabilité) ont fait place à un réalisme pragmatique et à un recentrage sur les domaines de coopération qui bénéficient d'un consensus politique et électoral favorable,,,.
Parmi les principaux développements récents, citons la croissance rapide de l'économie indienne, le resserrement des liens entre les industries indiennes et américaines, notamment dans les secteurs des technologies de l'information et de la communication (TIC), de l'ingénierie et de la médecine, une entente informelle pour gérer une Chine de plus en plus affirmée, une coopération solide en matière de lutte contre le terrorisme, la détérioration des relations entre les États-Unis et le Pakistan, l'assouplissement des contrôles à l'exportation des biens et technologies à double usage (99 % des licences demandées sont désormais approuvées) et le renversement de l'opposition américaine de longue date au programme stratégique de l'Inde.
Selon les données du recensement américain, la création de revenus aux États-Unis grâce à l'emploi des Indiens d'Asie dans le secteur de la connaissance a dépassé celle de tous les autres groupes ethniques. L'influence financière et politique croissante de la diaspora indienne asiatique aisée est remarquable. Les ménages indiens américains sont les plus prospères des États-Unis avec un revenu moyen de 100 000 dollars US, suivis par les Chinois américains avec 65 000 dollars US. Le revenu moyen des ménages aux États-Unis est de 63 000 dollars US.
Les États-Unis et l'Inde continuent de diverger sur des questions allant du commerce aux libertés civiles. Le ministère indien de l'intérieur, par le biais d'une déclaration sous serment présentée à la Haute Cour de Delhi le 13 février 2015, a affirmé que les rapports nationaux sur les droits et pratiques sont devenus des instruments de politique étrangère : « Les États-Unis, le Royaume-Uni et l'Union européenne ont clairement mentionné dans des documents et des déclarations du gouvernement que ces rapports sont faits dans le but de les utiliser comme instruments de politique étrangère ». L'affidavit affirme également que les rapports des États-Unis, du Royaume-Uni et du Parlement européen sont biaisés car ils « ne donnent pas la possibilité au gouvernement indien ou à l'ambassade ou au haut-commissariat local de consigner leur opinion et sont fortement biaisés à l'encontre du pays visé ». Le rapport annuel sur la traite des personnes (Trafficking in Persons Report - TIP) du département d'État de 2014 semble classer l'incident de Khobragade comme un exemple de traite des êtres humains, en précisant « Un agent consulaire indien du consulat de New York a été inculpé en décembre 2013 pour fraude au visa liée à son exploitation présumée d'une employée de maison indienne ». En réponse, l'Inde n'a montré aucune urgence à autoriser les visites en Inde de la nouvelle ambassadrice américaine contre la traite des êtres humains, Susan P. Coppedge, et de l'envoyé spécial américain pour les droits des LGBT, Randy Berry. En vertu de la section 377 du code pénal indien, l'homosexualité est illégale en Inde. L'ambassadeur indien aux États-Unis, Arun K. Singh, a réitéré l'engagement de l'Inde à travailler dans un cadre international pour s'attaquer au problème de la traite mais a rejeté toute « évaluation unilatérale » d'un autre pays en disant : « Nous ne l'accepterons jamais » et a minimisé l'importance des visites : « Lorsque vous demandez à un fonctionnaire américain quand une personne recevra un visa, il vous répond toujours « nous évaluerons quand le visa sera demandé ». ... Je ne peux pas faire mieux que de réitérer la position américaine ».
En février 2016, l'administration Obama a notifié au Congrès américain son intention de fournir au Pakistan huit chasseurs F-16 à capacité nucléaire et divers équipements militaires, dont huit radars aéroportés AN/APG-68(V)9 et huit ensembles de guerre électronique ALQ-211(V)9,, malgré les fortes réserves des législateurs américains concernant le transfert au Pakistan de toute plate-forme capable de recevoir des armes nucléaires. Shashi Tharoor, un représentant élu du parti du Congrès en Inde, s'est interrogé sur la substance des liens entre l'Inde et les États-Unis : « Je suis très déçu d'entendre cette nouvelle. La vérité est que continuer à augmenter la qualité des armes disponibles pour un régime irresponsable qui a envoyé des terroristes en Inde, et au nom de la lutte contre le terrorisme, est un cynisme de premier ordre »,. Le gouvernement indien a convoqué l'ambassadeur des États-Unis en Inde pour lui faire part de sa désapprobation concernant la vente d'avions de chasse F-16 au Pakistan.
En février 2017, l'ambassadeur indien aux États-Unis, Navtej Sarna, a organisé une réception pour l'Association nationale des gouverneurs (NGA), à laquelle ont participé les gouverneurs de 25 États et les hauts représentants de trois autres États. C'était la première fois qu'un tel événement avait lieu. Expliquant la raison de la réunion, le gouverneur de Virginie et président de la NGA, Terry McAuliffe, a déclaré que « l'Inde est le plus grand partenaire stratégique de l'Amérique ». Il a ajouté : « Nous comprenons clairement l'importance stratégique de l'Inde, des relations entre l'Inde et les États-Unis. Alors que nous développons notre économie du XXIe siècle, l'Inde a joué un rôle déterminant dans le développement de notre technologie et de nos professions médicales. Nous reconnaissons un pays qui a été un allié stratégique si proche des États-Unis. C'est pourquoi nous, les gouverneurs, sommes ici ce soir ». M. McAuliffe, qui s'est rendu en Inde à quinze reprises, a également exhorté les autres gouverneurs à se rendre dans le pays avec des délégations commerciales afin de profiter des opportunités.

#### Menace de sanctions contre l'Inde
En octobre 2018, l'Inde a signé un accord historique de 5,43 milliards de dollars avec la Russie pour l'acquisition de quatre S-400 Triumph, l'un des plus puissants systèmes de défense anti-missiles au monde, sans tenir compte de la loi américaine CAATSA (Countering America's Adversaries Through Sanctions Act. Les États-Unis ont menacé l'Inde de sanctions à la suite de la décision de l'Inde d'acheter le système de défense antimissile. Les États-Unis ont également menacé l'Inde de sanctions concernant la décision de l'Inde d'acheter du pétrole à l'Iran. Selon le président du Forum de partenariat stratégique États-Unis-Inde (U.S.-India Strategic Partnership Forum - USISPF), Mukesh Aghi, « des sanctions auraient un effet désastreux sur les relations entre les États-Unis et l'Inde pour les décennies à venir. Aux yeux de l'Inde, les États-Unis seraient une fois de plus considérés comme indignes de confiance ».

#### Relations entre le gouvernement américain et le Premier ministre indien Narendra Modi (à partir de 2014)

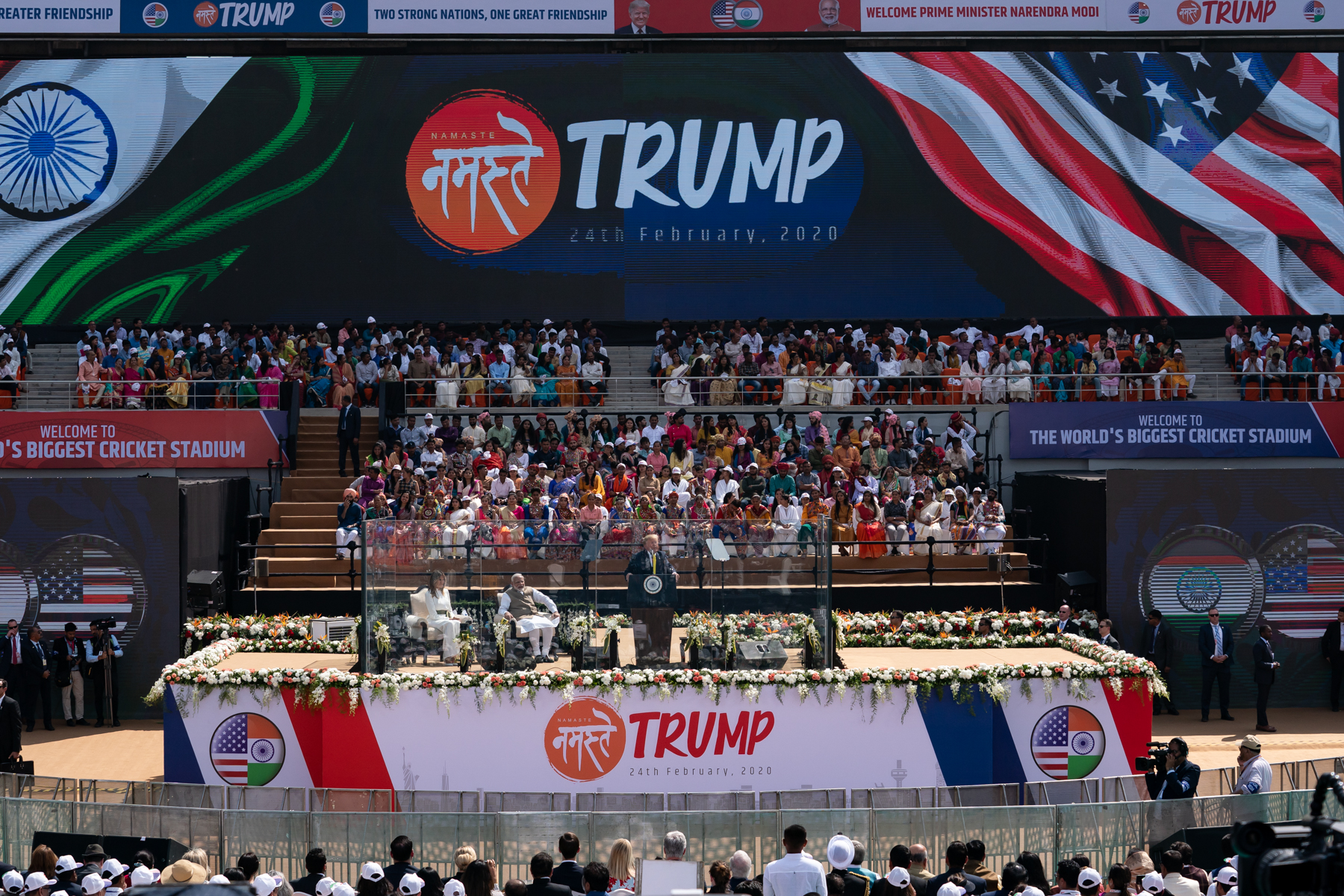
Le président américain Donald Trump et le premier ministre indien Narendra Modi lors du rassemblement à Ahmedabad, en Inde, le 24 02 2020.

##### Visite de Modi en Amérique, 2014
Lors du second tour des élections générales indiennes de 2014, un scepticisme généralisé s'est manifesté quant à l'avenir de la relation stratégique entre l'Inde et les États-Unis. Narendra Modi, dont le visa américain avait été révoqué alors qu'il était ministre en chef du Gujarat, avait été boycotté par les responsables américains pendant près d'une décennie pour son rôle présumé dans les émeutes de 2002 au Gujarat,. Cependant, sentant la victoire inévitable de Modi bien avant l'élection, l'ambassadrice américaine Nancy Powell (en) lui avait tendu la main. De plus, après son élection au poste de Premier ministre de l'Inde en 2014, le président Obama l'a félicité par téléphone et l'a invité à se rendre aux États-Unis,. Le secrétaire d'État américain John Kerry s'est rendu à New Delhi le 1er août pour préparer la toute première visite de M. Modi en tant que Premier ministre. En septembre 2014, quelques jours avant sa visite aux États-Unis, dans une interview à l'émission Fareed Zakaria sur CNN, M. Modi a déclaré que « l'Inde et les États-Unis sont liés par l'histoire et la culture », mais a reconnu qu'il y a eu des « hauts et des bas » dans les relations. M. Modi s'est rendu aux États-Unis du 27 au 30 septembre 2014, en commençant par son discours inaugural à l'Assemblée générale des Nations unies, suivi d'une réception publique de gala donnée par la communauté indienne américaine au Madison Square Garden de New York, avant de se rendre à Washington pour l'entretien bilatéral avec Obama. Au cours de son séjour, M. Modi a également rencontré plusieurs chefs d'entreprise américains et les a invités à se joindre à son ambitieux programme Make in India (en), qui vise à faire de l'Inde un centre de fabrication,,.

##### Visite de Barack Obama en Inde, 2015
Le président Barack Obama est devenu le premier président américain à être l'invité principal des célébrations de la 66e Journée de la République indienne, le 26 janvier 2015. L'Inde et les États-Unis ont tenu leur tout premier dialogue bilatéral sur les Nations unies et les questions multilatérales dans l'esprit de la « Déclaration d'amitié de Delhi » qui renforce et élargit les relations entre les deux pays dans le cadre du programme de développement post-2015.
L'absence manifeste d'annonces majeures, indicateur clé de l'état des relations entre les États-Unis et le pays hôte, a conduit les commentateurs politiques des deux pays à souligner les aspects de la visite liés au renforcement de la confiance,,,,.

##### Visite de Modi en Amérique, 2015
Le Premier ministre Narendra Modi a visité la Silicon Valley et a rencontré des entrepreneurs — dont plusieurs sont d'origine indienne — impliqués dans des start-ups à succès dans les domaines de la microélectronique, des communications numériques et de la biotechnologie afin de promouvoir l'initiative Make in India du gouvernement NDA. M. Modi a quitté la côte ouest des États-Unis et s'est rendu à New York pour la réunion de l'Assemblée générale des Nations unies de 2015, où il a eu des entretiens bilatéraux avec le président américain Barack Obama,.

##### Visite de Modi en Amérique, 2016

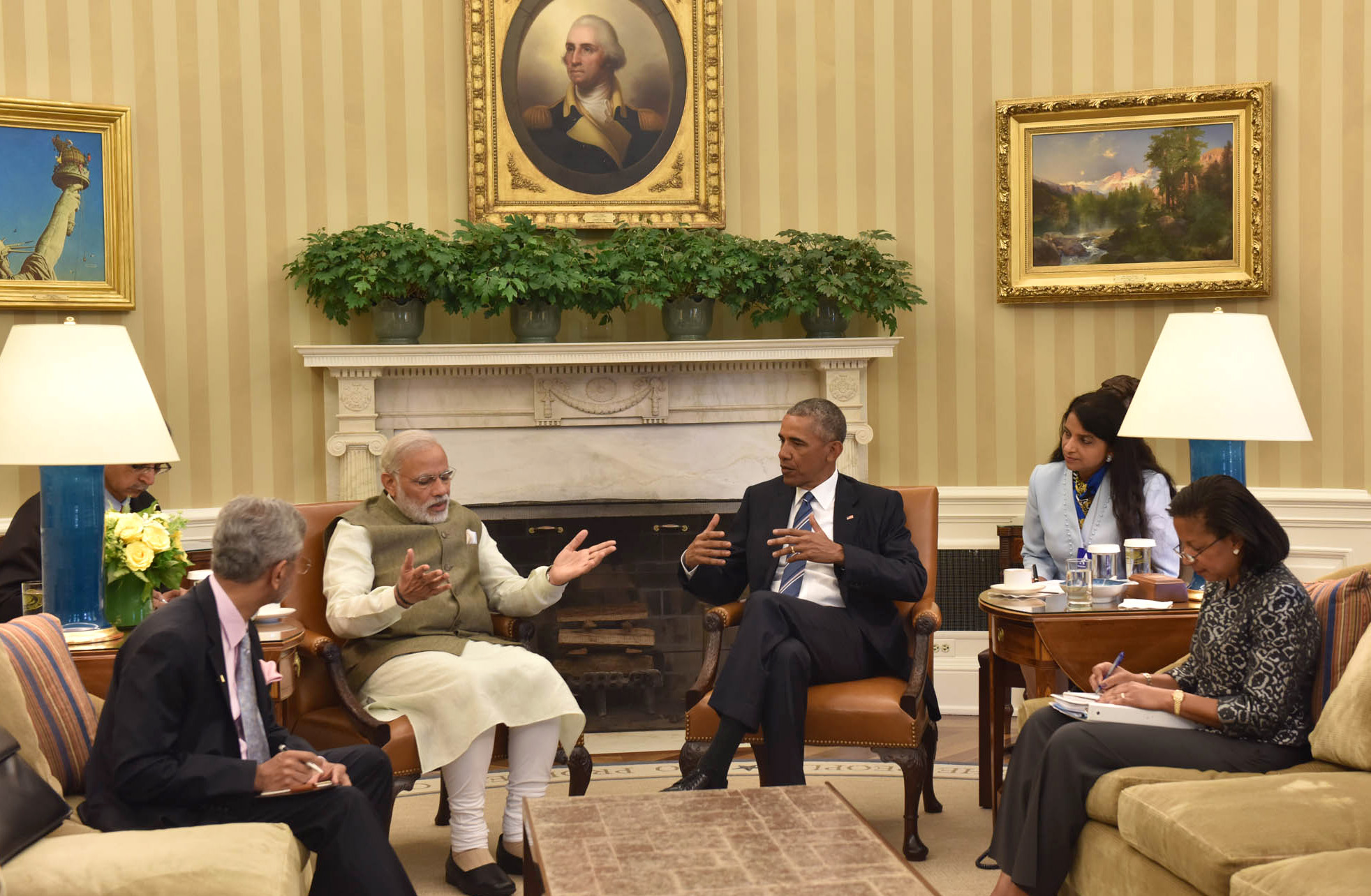
Le Premier ministre Narendra Modi rencontre le Président Barack Obama dans le Bureau ovale, à la Maison Blanche, à Washington DC, aux États-Unis, le 7 juin 2016.

En visite aux États-Unis, le Premier ministre Narendra Modi a pris la parole lors d'une session conjointe du Congrès pour souligner les traits communs des deux démocraties et l'amitié de longue date entre les deux pays. Dans un discours de plus de 45 minutes, M. Modi a établi des parallèles entre les deux pays et a abordé diverses questions sur les domaines dans lesquels les deux pays ont travaillé ensemble par le passé et sur la ligne de conduite à adopter à l'avenir.

##### Visite de Modi en Amérique, 2017
Le 26 juin 2017, le Premier ministre Narendra Modi s'est rendu aux États-Unis et a rencontré le président Donald Trump. Le 8 novembre 2017, les États-Unis ont annoncé une subvention de près de 500 000 dollars US pour les organisations qui ont proposé des idées et des projets visant à promouvoir la liberté religieuse en Inde et au Sri Lanka.

##### Visite de Modi en Amérique, 2019
En septembre 2019, Modi s'est rendu à Houston et il s'est adressé à un important contingent indien-américain dans le stade NRG de Houston. Avec le président Trump, il a réaffirmé les liens entre les Indiens et les Américains, en mettant l'accent sur une coopération militaire accrue avec le lancement des exercices Tiger Triumph (en).

##### Visite de Trump en Inde, 2020

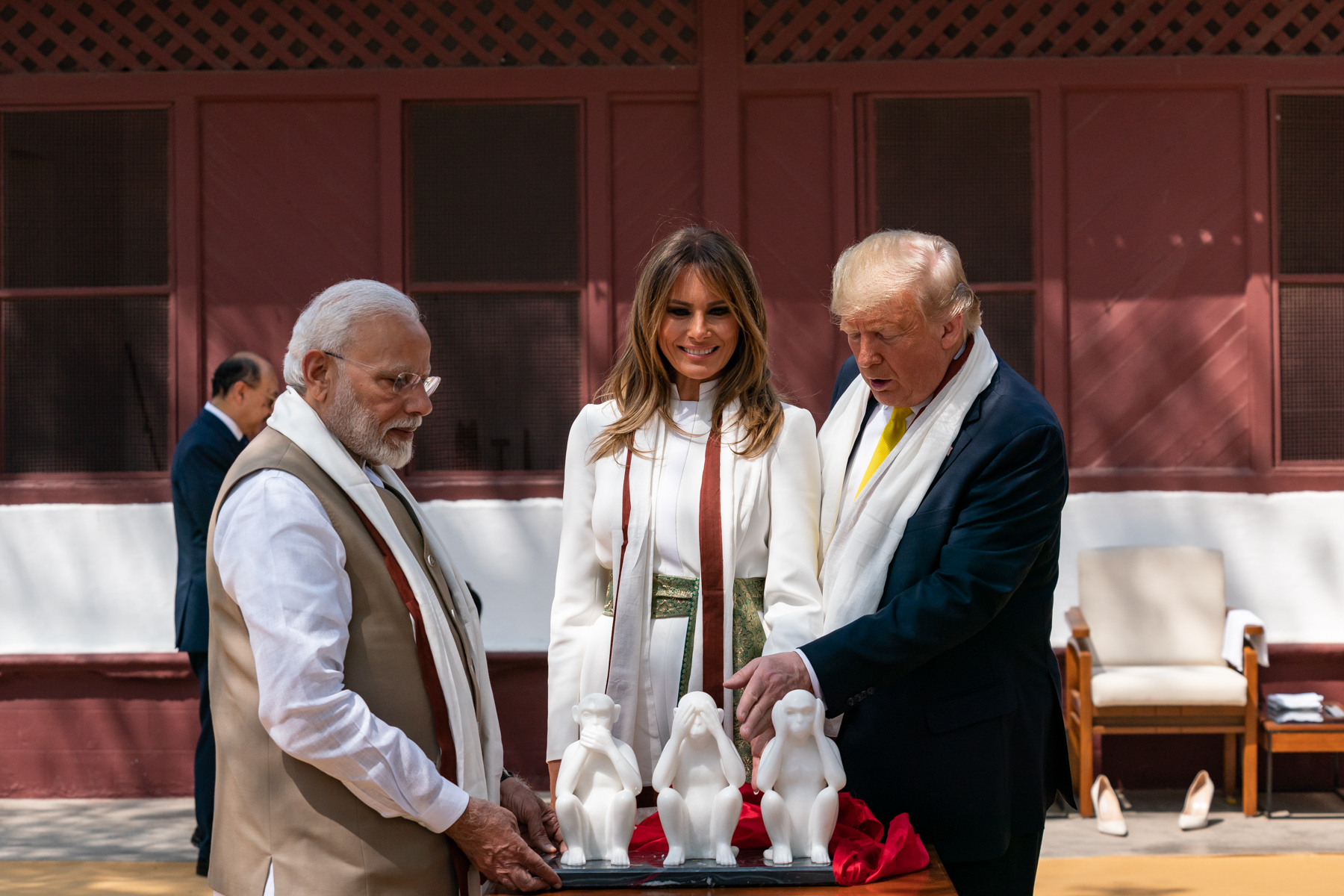
Le premier ministre Narendra Modi offre au président Donald Trump un exemplaire des trois singes de la sagesse du Mahatma Gandhi

Le 24 février 2020, M. Trump s'est rendu à Ahmedabad, dans le Gujarat, pour s'adresser à une foule indienne nombreuse. L'événement, intitulé « Namaste Trump », était une réponse à l'événement « Howdy Modi » qui s'est tenu en 2019. Plus de 100 000 personnes ont assisté à l'événement qui a servi de plateforme au président américain et au premier ministre indien pour montrer leurs relations amicales.
Le même jour, M. Trump a également visité Agra, l'Uttar Pradesh et le Taj Mahal. À Agra, le ministre en chef de l'Uttar Pradesh, Yogi Adityanath, a accueilli le président et la première dame. Il y avait 3 000 artistes culturels présentant l'art, la culture et la musique de différentes régions. Cependant, les commentateurs politiques affirment que la première visite officielle de Trump en Inde a été assombrie par les émeutes de 2020 dans le nord-est de Delhi (en).

##### Vandalisation de la statue de Gandhi à Washington, D.C.
En juin 2020, lors des manifestations de George Floyd, le mémorial du Mahatma Gandhi à Washington, D.C. (en) a été vandalisé par des mécréants inconnus dans la nuit du 2 au 3 juin. L'incident a incité l'ambassade indienne à déposer une plainte auprès des forces de l'ordre. Taranjit Singh Sandhu, l'ambassadeur indien aux États-Unis, a qualifié ce vandalisme de « crime contre l'humanité »,. Le président américain Donald Trump a qualifié de « honte » la dégradation de la statue du Mahatma Gandhi.

## Relations militaires

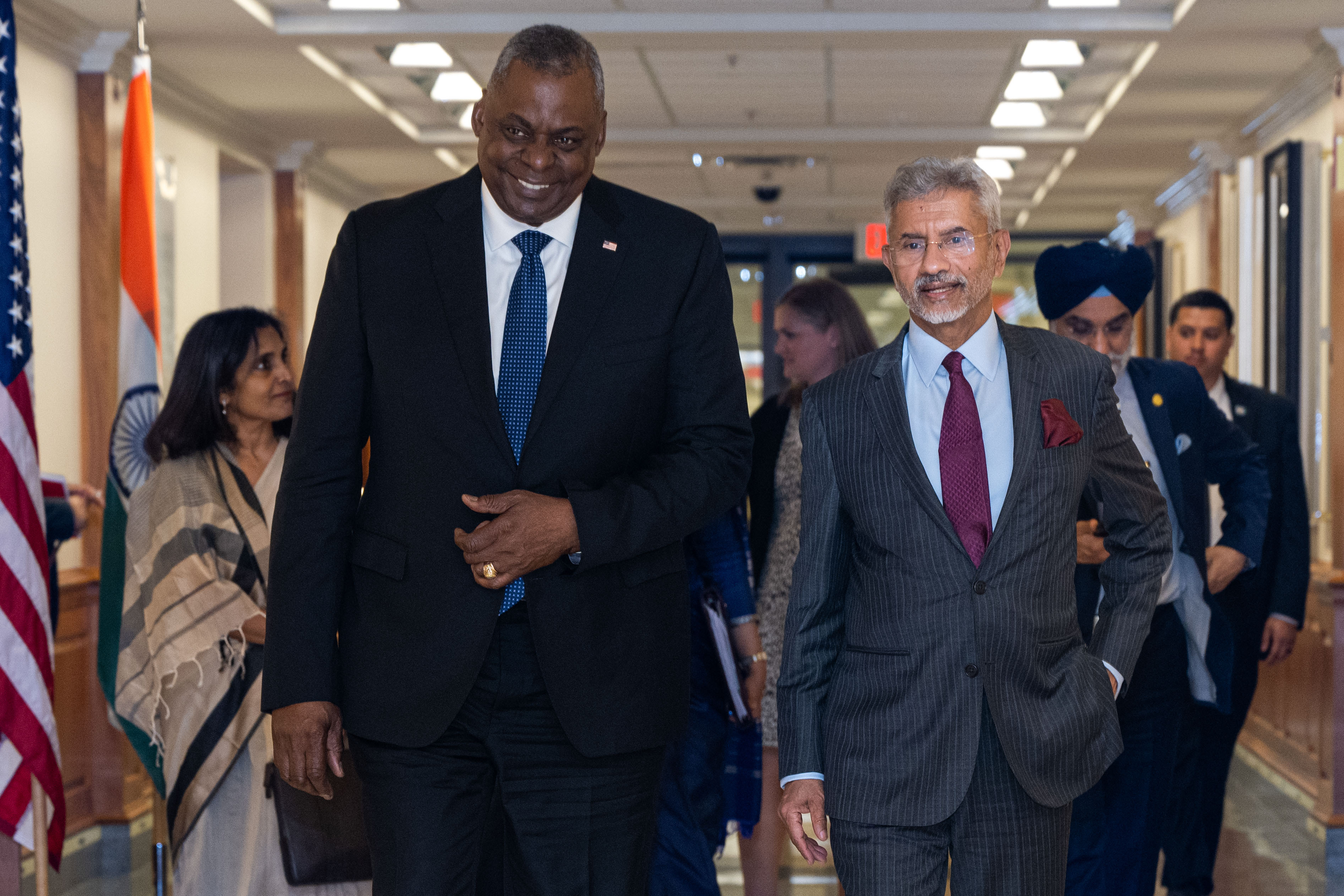
Le secrétaire à la Défense Lloyd J. Austin III et le ministre des Affaires étrangères indien Subrahmanyam Jaishankar au Pentagone pour un accord bilatéral, le 26 septembre 2022

Les États-Unis ont quatre accords fondamentaux, qu'ils signent avec leurs partenaires de défense. Le Pentagone décrit ces accords comme « des instruments de routine que les États-Unis utilisent pour promouvoir la coopération militaire avec les pays partenaires ». Les responsables américains ont déclaré que ces accords ne sont pas des conditions préalables à la coopération bilatérale en matière de défense, mais qu'ils permettraient de mener plus facilement et à moindre coût des activités telles que le ravitaillement en carburant d'avions ou de navires dans les pays respectifs et la fourniture de secours en cas de catastrophe. Le premier des quatre accords, l'accord sur la sécurité générale des informations militaires, a été signé par l'Inde et les États-Unis en 2002. Cet accord permet le partage de renseignements militaires entre les deux pays et exige de chaque pays qu'il protège les informations classifiées de l'autre. Le second accord, le protocole d'accord sur les échanges logistiques, a été signé par les deux pays le 29 août 2016. Il permet aux militaires de l'un des deux pays d'utiliser les bases de l'autre pour se réapprovisionner ou effectuer des réparations. L'accord ne rend pas obligatoire la fourniture d'un soutien logistique pour l'un ou l'autre pays, et exige une autorisation individuelle pour chaque demande. Le troisième accord, l'accord sur la compatibilité et la sécurité des communications, a été signé lors du dialogue 2+2 inaugural en septembre 2018. Il s'agit d'une variante du protocole d'accord sur la sécurité des communications et de l'information spécifique à l'Inde, qui permet aux deux pays de partager des communications sécurisées et d'échanger des informations sur les équipements approuvés lors d'exercices et d'opérations d'entraînement bilatéraux et multinationaux. Le quatrième accord, l'accord de base d'échange et de coopération, signé en 2020, permet l'échange de produits géospatiaux non classifiés et contrôlés, de données topographiques, nautiques et aéronautiques, de produits et de services entre l'Inde et la National Geospatial-Intelligence Agency (NGA) des États-Unis.
Harsh V. Pant, professeur de relations internationales au King's College de Londres, a souligné l'importance de l'Inde pour la planification stratégique américaine en déclarant : « L'Inde est la clé de la capacité des États-Unis à créer un équilibre stable des pouvoirs dans la région indo-pacifique et, à une époque où les ressources sont limitées, elle a besoin de partenaires comme l'Inde pour consolider sa crédibilité en perte de vitesse dans la région face aux attaques chinoises ». Robert Boggs, professeur d'études sur l'Asie du Sud au Centre d'études stratégiques du Proche-Orient et de l'Asie du Sud, estime que les États-Unis « surestiment à la fois le désir de l'Inde d'améliorer ses relations et les avantages que cela apporterait ».
Dans le cadre des politiques américaines visant à contrer la Chine, l'une des politiques de l'administration Trump consiste à faire de l'Inde l'un des principaux partenaires de défense pour lequel elle est en pourparlers avec des représentants indiens afin de vendre des drones prédateurs hautement technologiques. L'Inde a lancé un appel d'offres pour l'achat de cent avions de combat polyvalents dans le cadre de la compétition MRCA, d'une valeur d'environ quinze milliards de dollars américains, dans le cadre de l'initiative Make in India de Narendra Modi. Bien que l'accord ne soit pas encore finalisé en 2018, l'administration Trump fait pression pour la vente de chasseurs à réaction F-16 et F/A-18 Super Hornet,.
Lors d'une rencontre entre le président George W. Bush et le premier ministre Atal Bihari Vajpayee en novembre 2001, les deux dirigeants ont exprimé un vif intérêt pour la transformation des relations bilatérales entre les États-Unis et l'Inde. Les réunions de haut niveau et la coopération concrète entre les deux pays se sont multipliées en 2002 et 2003. En janvier 2004, les États-Unis et l'Inde ont lancé le Next Steps in Strategic Partnership (NSSP - français : Prochaines étapes du partenariat stratégique), qui a constitué à la fois un jalon dans la transformation des relations bilatérales et un plan pour la poursuite de leur évolution,.
En juillet 2005, Bush a accueilli le Premier ministre Manmohan Singh à Washington. Les deux dirigeants ont annoncé la conclusion du NSSP ainsi que d'autres accords qui ont renforcé la coopération dans les domaines du nucléaire civil, de l'espace civil et du commerce de haute technologie. Parmi les autres initiatives annoncées figurent un dialogue économique entre les États-Unis et l'Inde, la lutte contre le VIH/SIDA, les secours en cas de catastrophe, la coopération technologique, une initiative sur la connaissance de l'agriculture, un forum sur la politique commerciale, un dialogue sur l'énergie, un forum des PDG et une initiative visant à s'entraider pour faire progresser la démocratie et la liberté,. Le président Bush a effectué une visite réciproque en Inde en mars 2006, au cours de laquelle les progrès de ces initiatives ont été examinés et de nouvelles initiatives ont été lancées.
En juin 2015, le secrétaire américain à la défense, Ashton Carter, s'est rendu en Inde et est devenu le premier secrétaire à la défense américain à visiter un commandement militaire indien. En décembre de la même année, Manohar Parrikar est devenu le premier ministre de la défense indien à visiter le Commandement américain du Pacifique.
En mars 2016, l'Inde a rejeté une proposition des États-Unis de se joindre à des patrouilles navales dans la mer de Chine méridionale aux côtés du Japon et de l'Australie. Le ministre de la défense, Manohar Parrikar, a déclaré : « L'Inde n'a jamais pris part à une patrouille commune ; nous ne faisons que des exercices communs. La question des patrouilles conjointes ne se pose pas ».
En janvier 2017, Peter Lavoy, directeur principal des affaires sud-asiatiques au Conseil national de sécurité des États-Unis, a déclaré que le partenariat entre l'Inde et les États-Unis sous l'administration de Barack Obama avait été « incroyablement fructueux ». Lavoy a déclaré : « Je peux vous dire de façon définitive que grâce à nos partenariats, plusieurs complots terroristes ont été déjoués. Des vies indiennes et des vies américaines ont été sauvées grâce à ce partenariat »,.
Le 27 octobre 2020, les États-Unis et l'Inde ont signé l'accord de base d'échange et de coopération (Basic Exchange and Cooperation Agreement - BECA), permettant un plus grand partage d'informations et une coopération accrue en matière de défense, afin de contrer la puissance militaire croissante de la Chine dans la région.

### Coopération nucléaire
Fin septembre 2001, le président Bush a levé les sanctions imposées en vertu de la loi de 1994 sur la prévention de la prolifération nucléaire à la suite des essais nucléaires de l'Inde en mai 1998. Une succession de dialogues sur la non-prolifération a permis de combler de nombreuses lacunes dans la compréhension entre les pays.
En décembre 2006, le Congrès américain a adopté l'accord historique Inde-États-Unis sur le nucléaire civil (Henry J. Hyde US-India Peaceful Atomic Cooperation Act), qui autorise pour la première fois en trente ans le commerce direct de produits nucléaires civils avec l'Inde. La politique américaine s'était opposée à la coopération nucléaire avec l'Inde dans les années précédentes parce que l'Inde avait développé des armes nucléaires contre les conventions internationales, et n'avait jamais signé le traité de non-prolifération nucléaire (Nuclear Non-Proliferation Treaty - NNPT). La législation ouvre la voie à l'achat par l'Inde de réacteurs nucléaires américains et de combustible à usage civil,.
L'accord nucléaire civil entre l'Inde et les États-Unis (en), également appelé « accord 123 », signé le 10 octobre 2008, est un accord bilatéral de coopération nucléaire pacifique qui régit le commerce nucléaire civil entre les entreprises américaines et indiennes afin qu'elles participent au secteur de l'énergie nucléaire civile de l'autre,.
Des accidents industriels majeurs (la catastrophe de Bhopal en 1984 et la catastrophe nucléaire de Fukushima en 2011) ont conduit la société civile à examiner de plus près la responsabilité des entreprises et les obligations de responsabilité financière des fournisseurs et des exploitants d'infrastructures critiques. En 2010, le Parlement indien a voté l'adoption de la loi sur la responsabilité civile pour les dommages nucléaires afin de répondre aux préoccupations et de prévoir la responsabilité civile pour les dommages nucléaires et une indemnisation rapide des victimes d'un incident nucléaire,,.
Le 27 mars 2019, l'Inde et les États-Unis ont signé un accord visant à « renforcer la sécurité bilatérale et la coopération nucléaire civile », qui prévoit notamment la construction de six réacteurs nucléaires américains en Inde.

### Réactions aux tests nucléaires Pokhran-II
En 1998, l'Inde a testé des armes nucléaires, ce qui a entraîné plusieurs sanctions américaines, japonaises et européennes contre l'Inde. Le ministre indien de la défense de l'époque, George Fernandes, a déclaré que le programme nucléaire indien était nécessaire car il permettait de dissuader une menace nucléaire potentielle. La plupart des sanctions imposées à l'Inde ont été levées en 2001. L'Inde a déclaré catégoriquement qu'elle n'utiliserait jamais d'armes en premier mais qu'elle se défendrait si elle était attaquée,.
Les sanctions économiques imposées par les États-Unis en réponse aux essais nucléaires de l'Inde en mai 1998 ont semblé, du moins au début, porter gravement atteinte aux relations indo-américaines. Le président Bill Clinton a imposé des sanctions de grande envergure en vertu de la loi de 1994 sur la prévention de la prolifération nucléaire. Les sanctions américaines contre les entités indiennes impliquées dans l'industrie nucléaire et l'opposition aux prêts des institutions financières internationales pour des projets d'assistance non humanitaire en Inde,. Les États-Unis ont encouragé l'Inde à signer le traité d'interdiction complète des essais nucléaires (CTBT) immédiatement et sans condition. Les États-Unis ont également appelé à la retenue dans les essais et le déploiement de missiles et d'armes nucléaires, tant par l'Inde que par le Pakistan. Le dialogue sur la non-prolifération engagé après les essais nucléaires de 1998 a permis de combler une grande partie des lacunes dans la compréhension entre les pays.

### L'après-11 septembre
La contribution de l'Inde à la guerre contre le terrorisme a favorisé les relations diplomatiques de l'Inde avec plusieurs pays. Au cours des dernières années, l'Inde a organisé de nombreux exercices militaires conjoints avec les États-Unis et les nations européennes, qui ont permis de renforcer les relations bilatérales entre les États-Unis et l'Inde et entre l'UE et l'Inde. Le commerce bilatéral de l'Inde avec l'Europe et les États-Unis a plus que doublé au cours des cinq dernières années,,.
Cependant, l'Inde n'a pas signé le TICE, ni le traité de non-prolifération nucléaire, invoquant la nature discriminatoire du traité qui permet aux cinq pays nucléaires déclarés du monde de conserver leur arsenal nucléaire et de le développer à l'aide de tests de simulation sur ordinateur. Avant ses essais nucléaires, l'Inde avait fait pression pour une destruction complète des armes nucléaires par tous les pays du monde dans un délai déterminé. Les États-Unis et certains autres pays n'y étaient pas favorables. Actuellement, l'Inde a déclaré sa politique de « non-utilisation en premier des armes nucléaires » et le maintien d'une « dissuasion nucléaire crédible ». Les États-Unis, sous le président George W. Bush, ont également levé la plupart de leurs sanctions contre l'Inde et ont repris leur coopération militaire. Les relations avec les États-Unis se sont considérablement améliorées ces dernières années, les deux pays participant à des exercices navals communs au large des côtes indiennes et à des exercices aériens communs tant en Inde qu'aux États-Unis,,.

## Relations économiques
Les États-Unis sont l'un des plus grands investisseurs directs de l'Inde. De 1991 à 2004, le stock des entrées d'IDE est passé de 11 millions à 344,4 millions de dollars, pour un total de 4,13 milliards de dollars. Il s'agit d'une augmentation de 57,5 % par an. Les investissements directs indiens à l'étranger ont commencé en 1992, et les sociétés indiennes et les sociétés de personnes enregistrées sont désormais autorisées à investir dans des entreprises jusqu'à 100 % de leur valeur nette. Les investissements sortants les plus importants de l'Inde se trouvent dans le secteur manufacturier, qui représente 54,8 % des investissements étrangers du pays. Les services non financiers (développement de logiciels) viennent en deuxième position, avec 35,4 % des investissements,.
Le 3 août 2018, l'Inde est devenue la troisième nation asiatique à obtenir le statut d'autorisation commerciale stratégique 1 (STA-1) des États-Unis. Le STA-1 permet l'exportation de produits de haute technicité dans le domaine de l'espace civil et de la défense des États-Unis vers l'Inde,.
Les États-Unis sont le deuxième partenaire commercial de l'Inde, et l'Inde est son neuvième partenaire commercial. En 2017, les États-Unis ont exporté pour 25,7 milliards de dollars de marchandises vers l'Inde et importé pour 48,6 milliards de dollars de marchandises indiennes. Les principaux produits importés de l'Inde sont les services informatiques, les textiles, les machines, les pierres précieuses et les diamants, les produits chimiques, les produits sidérurgiques, le café, le thé et d'autres produits alimentaires comestibles. Les principaux produits américains importés par l'Inde sont les avions, les engrais, le matériel informatique, la ferraille et les équipements médicaux,.
Les États-Unis sont également le premier partenaire d'investissement de l'Inde, avec un investissement direct de dix milliards de dollars (soit 9 % du total des investissements étrangers). Les Américains ont fait des investissements étrangers notables dans la production d'électricité, les télécommunications, les ports, les routes, l'exploration et le traitement du pétrole et les industries minières du pays asiatique.
Le 30 juillet 2025, le président américain Donald Trump annonce, que les produits indiens feront l'objet de droits de douane de 25 % à leur arrivée aux États-Unis à compter du 1er août, et qu'une « pénalité » sera ajoutée pour l'achat de pétrole russe.

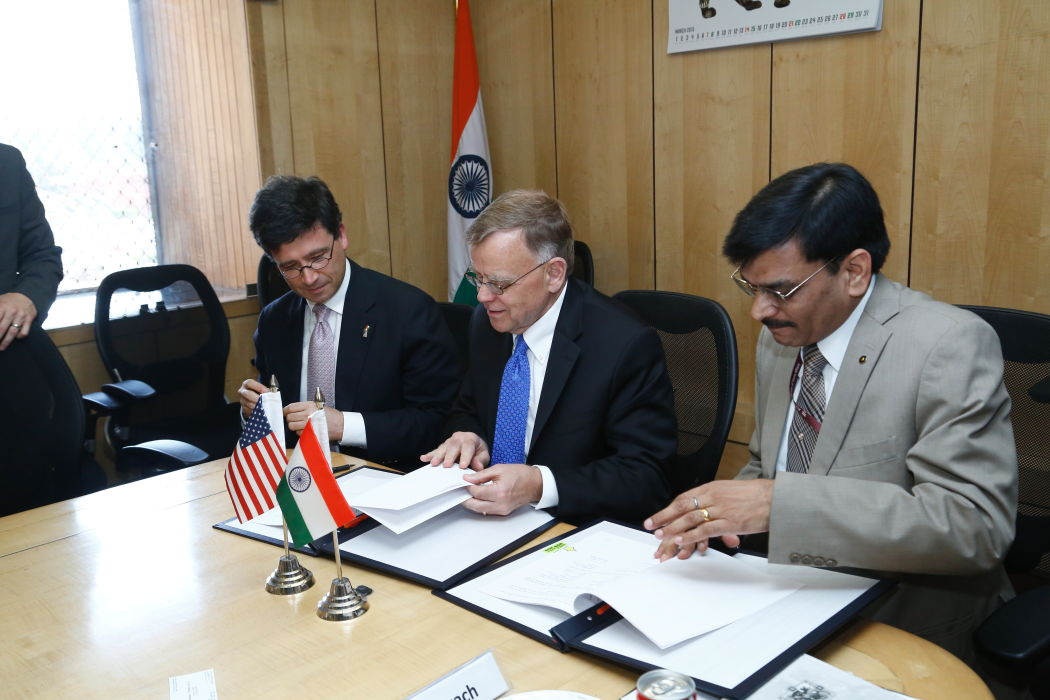
Des fonctionnaires de la Food and Drug Administration américaine et du Conseil indien d'inspection des exportations examinent le protocole d'accord sur la sécurité alimentaire en 2015

## Partenariat stratégique indo-américain

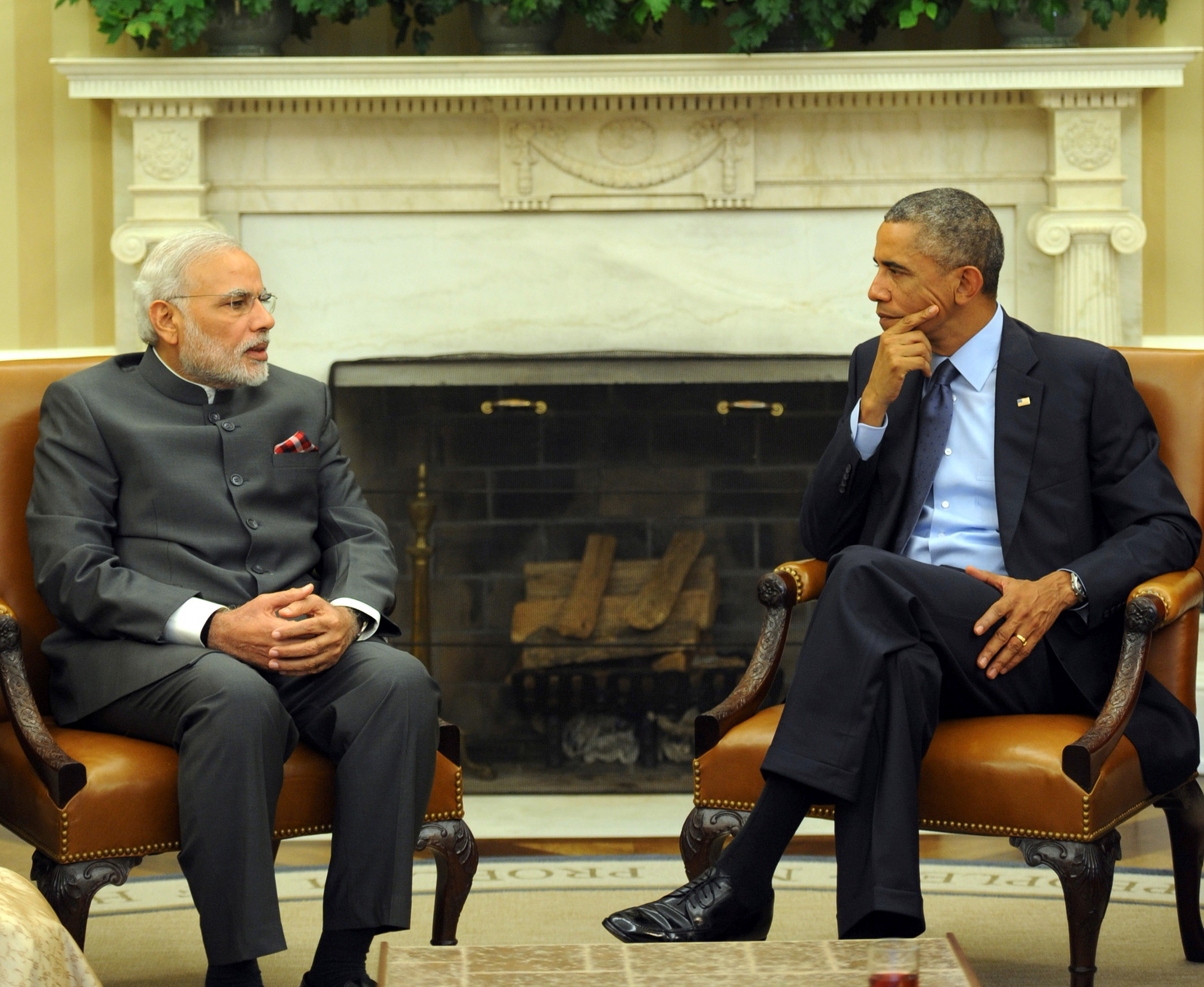
Le Premier ministre Narendra Modi avec le Président Barack Obama à la Maison Blanche.

Les relations indo-américaines ont acquis un contenu stratégique au début des années 1960. La montée de la république populaire de Chine a inquiété les décideurs politiques à Washington. L'affirmation de la Chine au Tibet, son rôle dans la guerre de Corée et d'autres actes de ce genre préoccupaient Washington. Comme les relations entre l'Inde et la Chine étaient très tendues à la fin des années 1950, les Américains ont trouvé une occasion en or de profiter de cette situation pour promouvoir l'Inde comme contrepoids à la Chine. Mais toute alliance unidimensionnelle est forcément de courte durée et cette alliance n'a pas fait exception à cette règle générale. Lorsque la Chine a cessé d'être un casse-tête pour les responsables politiques américains à la fin des années soixante, cette alliance unidimensionnelle a disparu dans la nature.
Après la fin de la guerre froide, les intérêts indiens et américains ont convergé dans un certain nombre de domaines, notamment la lutte contre le terrorisme, la promotion de la démocratie, la lutte contre la prolifération, la liberté de navigation dans l'océan Indien et l'équilibre des pouvoirs en Asie.
En tant que plus anciennes et plus grandes démocraties du monde, respectivement, les États-Unis et l'Inde partagent des liens historiques. L'Inde est un membre fondateur de la Communauté des démocraties — une initiative importante des États-Unis pour la promotion de la démocratie. Cependant, l'Inde a rejeté la suggestion des États-Unis de créer un Centre pour la démocratie asiatique.
Le Premier ministre indien Manmohan Singh était l'invité d'honneur du premier dîner d'État, qui a eu lieu le 24 novembre 2009, de l'administration du président américain Barack Obama. Barack Obama s'est ensuite rendu en Inde du 6 au 9 novembre 2010, où il a signé de nombreux accords commerciaux et de défense avec l'Inde. Il s'est adressé à la session conjointe du Parlement indien à New Delhi, devenant ainsi le deuxième président américain à le faire, et a annoncé que les États-Unis apporteraient leur soutien à la candidature de l'Inde à un siège permanent au Conseil de sécurité des Nations unies, ce qui témoigne de la dimension stratégique croissante des relations entre les deux plus grandes démocraties du monde.
Le 27 octobre 2020, les États-Unis et l'Inde ont signé un accord militaire sur le partage de données satellitaires sensibles. L'accord de base d'échange et de coopération, ou BECA, permet aux partenaires stratégiques des États-Unis d'accéder à une série de données géospatiales et aéronautiques sensibles, utiles pour les actions militaires.

#### Récent
- (en) Kanti P. Bajpai, Selina Ho et Manjari Chatterjee Miller, Routledge handbook of China-India relations (ISBN 978-1-351-00156-4, 1-351-00156-6 et 978-1-351-00154-0, OCLC 1143014807, lire en ligne).
- (en) Michael F. Martin, Shayerah Ilias Akhtar, K. Alan Kronstadt et Samir Kumar, India-U.S. Economic Relations: In Brief, Congressional Research Service, 2014 (lire en ligne).
- (en) Rohan Mukherjee, « Chaos as opportunity: the United States and world order in India’s grand strategy », Contemporary Politics, vol. 26, no 4,‎ 7 août 2020, p. 420–438 (ISSN 1356-9775 et 1469-3631, DOI 10.1080/13569775.2020.1777040, lire en ligne, consulté le 25 novembre 2020).
- (en) Rajesh Rajagopalan, « U.S.-India Relations under President Trump: Promise and Peril », Asia Policy, vol. 24, no 1,‎ 2017, p. 39–45 (ISSN 1559-2960, DOI 10.1353/asp.2017.0042, lire en ligne, consulté le 25 novembre 2020).
- (en-US) Ashley J. Tellis, « The Surprising Success of the U.S.-Indian Partnership », Foreign Affairs,‎ 24 février 2020 (ISSN 0015-7120, lire en ligne, consulté le 25 novembre 2020).
- (en) Ashley J. Tellis et Ashley J. Tellis, « Narendra Modi and U.S.–India Relations », sur Carnegie Endowment for International Peace (consulté le 25 novembre 2020)

#### Sources primaires
- (en) Chester Bowles, A View from New Delhi: Selected Speeches and Writings, 1963-1969, Allied Publishers, 1969 (lire en ligne).
- (en) Chester Bowles, Promises to keep : my years in public life, 1941-1969, Harper & Row, [1971] (ISBN 0-06-010421-X et 978-0-06-010421-4, OCLC 135764, lire en ligne).
- (en) John Kenneth, 1908-2006. Galbraith, Ambassador's journal: a personal account of the Kennedy years., Hamilton, 1969 (ISBN 0-241-01619-3 et 978-0-241-01619-0, OCLC 98016, lire en ligne).
- (en) Department of State United States., David S. Patterson, Linda W. Qaimmaqami et Edward C. Keefer, Foreign relations of the United States 1969-1976, U.S. G.P.O, 2001- (ISBN 0-16-051282-4, 978-0-16-051282-7 et 0-16-072510-0, OCLC 49792500, lire en ligne).
- (en) « Foreign Relations of the United States, 1969–1976, Volume E–7, Documents on South Asia, 1969–1972 - Office of the Historian », sur history.state.gov (consulté le 25 novembre 2020).
- (en) « Foreign Relations of the United States, 1969–1976, Volume E–8, Documents on South Asia, 1973–1976 - Office of the Historian », sur history.state.gov (consulté le 25 novembre 2020).

#### Géostratégie
- Émergence de l'Inde comme superpuissance
- Dialogue quadrilatéral pour la sécurité
- Stratégie du collier de perles

#### Relations culturelles et entre les peuples
- Indo-Américains
- Bouddhisme aux États-Unis

#### Relations étrangères
- Politique étrangère des États-Unis